# Saison 2014 de l'équipe cycliste AG2R La Mondiale
La saison 2014 de l'équipe cycliste AG2R La Mondiale est la vingt-troisième de cette équipe, lancée en 1992 et dirigée par Vincent Lavenu. En tant qu'équipe World Tour, l'équipe participe à l'ensemble du calendrier de l'UCI World Tour du Tour Down Under en janvier jusqu'au Tour de Pékin en octobre. Parallèlement au World Tour, AG2R La Mondiale peut participer aux courses des circuits continentaux de cyclisme.

## Préparation de la saison 2014

### Sponsors et financement de l'équipe
L'équipe AG2R La Mondiale est une structure dépendant de la société France Cyclisme dirigée par Vincent Lavenu depuis sa création en 1992. Son budget pour l'année 2014 est de 10,5 millions d'euros. Le principal sponsor de l'équipe, l'assureur AG2R La Mondiale, présent dans la structure depuis 1999, est initialement engagé jusqu'en fin d'année 2016. En cours de saison, ce partenariat est étendu jusqu'en fin d'année 2018. En octobre 2014, une étude du sponsor montre que la visibilité médiatique de l'équipe sur la saison correspond à 96,5 millions d'euros de publicité à comparer au budget prévisionnel de l'année.
Le fournisseur de cycles est depuis 2013 la marque allemande Focus. Cette entreprise, sous contrat avec AG2R La Mondiale pour trois ans, succède dans ce rôle à la marque italienne Kuota. Le partenariat est annoncé en septembre 2012,.

### Arrivées et départs
| Arrivées          | Équipe 2013           |
| ----------------- | --------------------- |
| Maxime Daniel     | Sojasun               |
| Damien Gaudin     | Europcar              |
| Alexis Gougeard   | USSA Pavilly Barentin |
| Patrick Gretsch   | Argos-Shimano         |
| Sébastien Turgot  | Europcar              |
| Alexis Vuillermoz | Sojasun               |

| Départs            | Équipe 2014                  |
| ------------------ | ---------------------------- |
| Manuel Belletti    | Androni Giocattoli-Venezuela |
| John Gadret        | Movistar                     |
| Valentin Iglinskiy | Astana                       |
| Anthony Ravard     | retraite                     |

## Déroulement de la saison

### Janvier-février: début de saison
En Europe, la saison d'AG2R La Mondiale commence par le Grand Prix d'ouverture La Marseillaise où Samuel Dumoulin est troisième d'un sprint gagné par Kenneth Vanbilsen (Topsport Vlaanderen-Baloise).
Le 16 février, Jean-Christophe Péraud permet à AG2R La Mondiale d'obtenir sa première victoire de la saison sur le Tour méditerranéen. Comme en 2013, il s'impose au sommet du mont Faron et finit deuxième au classement général, cette fois devancé par Steve Cummings (BMC Racing).

### Mars-avril: AG2R La Mondiale leader provisoire de l'UCI World Tour

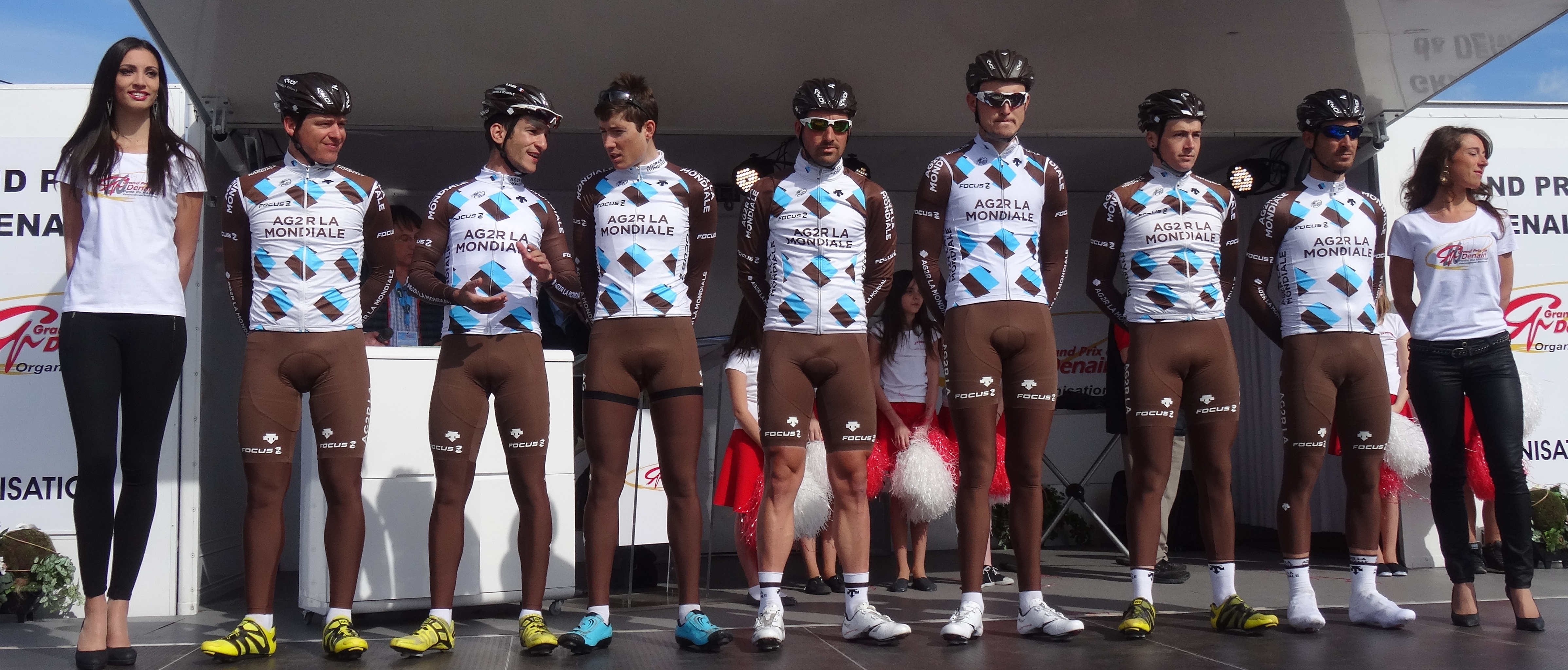
L'équipe lors du Grand Prix de Denain 2014.

Mars commence pour l'équipe AG2R La Mondiale par la quatrième place de Romain Bardet lors de la Classic Sud Ardèche. Le lendemain, il s'échappe dans les derniers kilomètres de la Drôme Classic et s'impose en solitaire. Bardet est alors attendu sur Paris-Nice, tout comme Carlos Betancur dont l'état de forme est cependant moins assuré,. Le Français perd cependant toute chance au classement général en perdant du temps sur une chute dès la première étape. De son côté, Betancur remporte la cinquième étape puis la sixième au sommet du Mur de Fayence, et devient premier du classement provisoire. Betancur gagne finalement à Nice le classement final de l'épreuve avec 14 secondes d'avance sur Rui Costa (Lampre-Merida). Le Colombien devient premier au classement de l'UCI World Tour. La même semaine a lieu Tirreno-Adriatico. Cinquième de la cinquième étape, Jean-Christophe Péraud se retrouve placé au classement général. À l'issue du contre-la-montre final, il est quatrième du classement final remporté par Alberto Contador (Tinkoff-Saxo). Domenico Pozzovivo est également sixième de la course. L'ensemble des résultats obtenus sur ces deux courses permet à AG2R La Mondiale de prendre la première place du classement World Tour par équipes, une première pour l'équipe française,. Cette place est cédée à Movistar après Milan-San Remo.
En Coupe de France, Alexis Gougeard, néo-professionnel, remporte sa première victoire à ce niveau le 22 mars lors de la Classic Loire-Atlantique en distançant ses compagnons d'échappée dans les derniers kilomètres de la course. Il mène le classement provisoire de cette Coupe de France. Le lendemain, Sébastien Turgot est troisième de Cholet-Pays de Loire. La semaine suivante, en World Tour, Romain Bardet est battu au sprint par Tejay van Garderen (BMC Racing) dans l'étape-reine du Tour de Catalogne. Cette place lui permet de devenir quatrième du classement général, place qu'il conserve à la fin. Couplée à la huitième place de Domenico Pozzovivo et à la huitième place de Yauheni Hutarovich à Gand-Wevelgem, ces résultats permettent à AG2R La Mondiale de reprendre la tête à Movistar du classement World Tour par équipes le 30 mars. Le même jour, Jean-Christophe Péraud, quatrième du contre-la-montre, termine deuxième au col de l'Ospedale et remporte le Critérium international, sa première victoire sur un classement général d'une course par étapes.
En avril, Sébastien Minard, un temps présent à l'avant de la course avec les principaux favoris, termine vingtième du Tour des Flandres,. Forte de trois coureurs dans les dix premiers, l'équipe Omega Pharma-Quick Step prend la première place du classement World Tour par équipes à AG2R La Mondiale, qui devient troisième. Axel Domont remporte ensuite sa première victoire en tant que professionnel en s'imposant dans la quatrième étape du Circuit de la Sarthe. Pendant que se dispute cette épreuve, en World Tour, Jean-Christophe Péraud se positionne dès la première étape parmi les prétendants au podium du Tour du Pays basque. Il obtient ce podium, une troisième place, à l'issue du contre-la-montre final, à 1 minute 4 secondes d'Alberto Contador. Le lendemain, Sébastien Turgot, quatorzième, est le premier coureur de l'équipe lors de Paris-Roubaix. En Europe Tour, Samuel Dumoulin est battu au sprint par Bryan Coquard (Europcar) à l'arrivée de Paris-Camembert. L'équipe aborde les classiques ardennaises avec comme chefs de file Romain Bardet et Carlos Betancur et envisage éventuellement de s'imposer dans une course. Lors de la Flèche wallonne, l'équipe travaille pour Carlos Betancur. Pas en forme, le Colombien ne se classe que 36e, juste derrière Bardet qui avait attaqué dès le pied de la montée du Mur de Huy,. Sur Liège-Bastogne-Liège, l'équipe est renforcée par Domenico Pozzovivo qui sort de plusieurs places d'honneurs et d'une deuxième place au classement final du Tour du Trentin. À l'attaque dans la côte de la Roche-aux-faucons avec Julián Arredondo (Trek Factory Racing), le duo n'est rattrapé que dans le dernier kilomètre. Pozzovivo termine finalement cinquième, Bardet dixième. Le même jour, Yauheni Hutarovich est deuxième de la Roue tourangelle en Europe Tour.

### Mai-juin

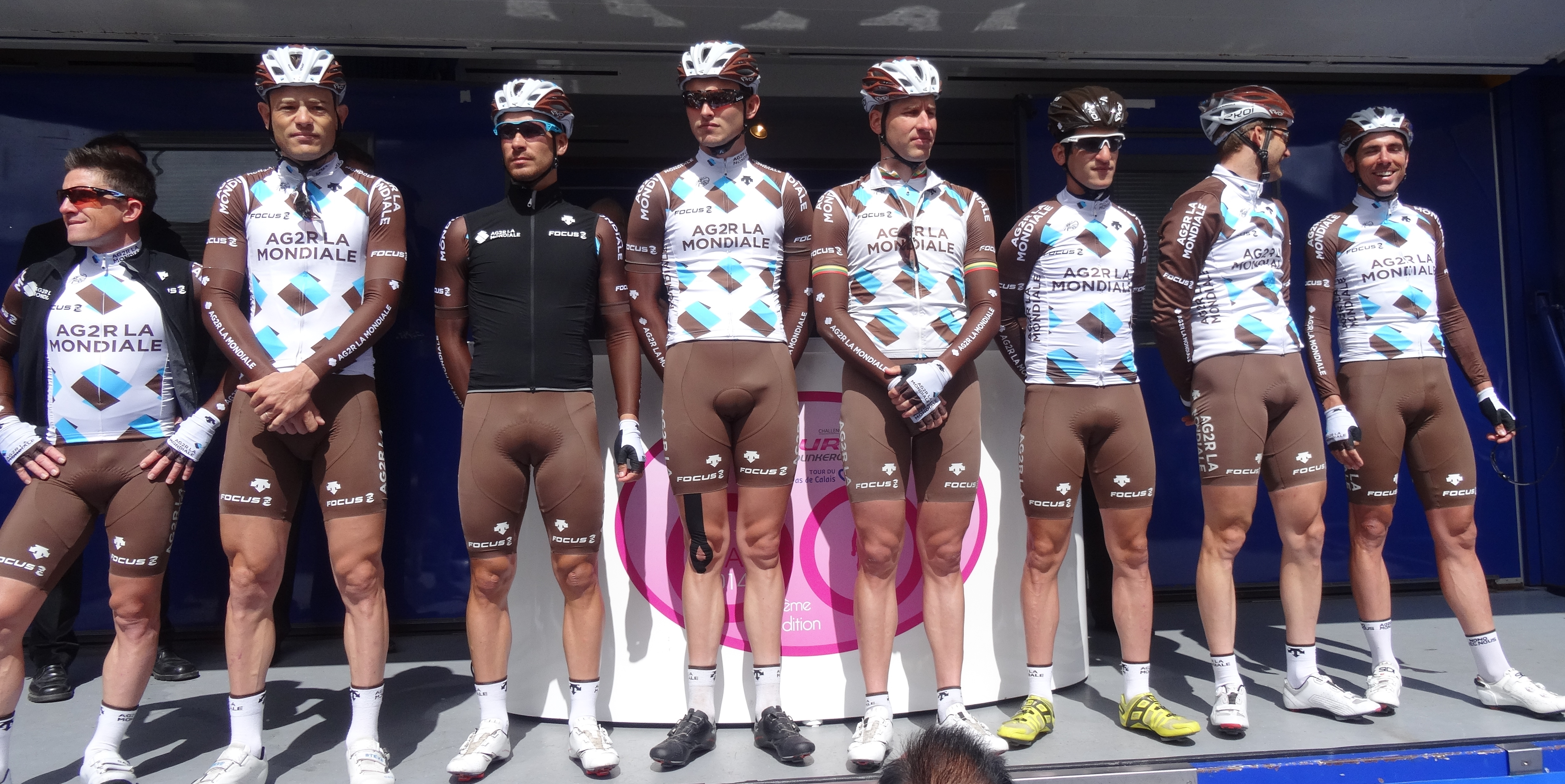
Samuel Dumoulin, Steve Chainel, Lloyd Mondory, Maxime Daniel, Gediminas Bagdonas, Blel Kadri, Hugo Houle et Sébastien Minard lors des Quatre Jours de Dunkerque 2014.

En mai, Yauheni Hutarovich gagne au sprint le Grand Prix de la Somme, sa première victoire depuis près de deux ans. Samuel Dumoulin est ensuite quatrième des Quatre Jours de Dunkerque. Le premier grand tour de la saison, le Tour d'Italie, est abordé par L'équipe AG2R La Mondiale avec comme chef de file Domenico Pozzovivo qui vise une place parmi les cinq premiers. Il est accompagné en montagne par Maxime Bouet, Hubert Dupont et Alexis Vuillermoz. Les autres coureurs de l'équipe sont Davide Appollonio, Julien Bérard, Axel Domont, Patrick Gretsch et Matteo Montaguti. Le Giro commence par un contre-la-montre par équipes disputé dans Belfast en Irlande du Nord. Dans une course perturbée par la pluie, AG2R La Mondiale se classe dixième de l'étape à 58 secondes l'équipe gagnante, Orica-GreenEDGE. Après plusieurs étapes de transition qui se terminent par des sprints où Appollonio obtient pour meilleur résultat une quatrième place dans la troisième étape, Pozzovivo figure dans le groupe qui termine à une seconde de Diego Ulissi (Lampre-Merida) dans la première arrivée en montée de ce Giro. Le lendemain, la fin de l'étape est marquée par de nombreuses chutes sur une route rendue glissante par la pluie et qui provoquent l'abandon d'un des principaux favoris, Joaquim Rodríguez  (Katusha). Pozzovivo ne tombe pas mais figure dans un groupe qui perd 49 secondes sur Cadel Evans (BMC Racing). La première étape de montagne, où il fait rouler ses coéquipiers en tête du peloton, lui permet d'intégrer la dixième place du classement général. Le lendemain, à nouveau en montagne, Pozzovivo attaque le groupe des principaux favoris dans la dernière montée et profite de l'aide de Vuillermoz, préalablement échappé, pour accentuer son avantage. Finalement, troisième de l'étape, il reprend 26 secondes au maillot rose Cadel Evans ainsi que quatre secondes de bonification. À la fin de cette semaine de course, il est quatrième du classement général à 1 minute 20 secondes d'Evans. L'équipe perd Appollonio lors de la onzième étape dont il est hors délais à l'arrivée. L'étape suivante est le premier contre-la-montre individuel. Lors de celui-ci, Pozzovivo pointe en tête au premier temps intermédiaire avant de rétrograder et de se classer neuvième d'une étape remportée par le Colombien Rigoberto Urán (Omega Pharma-Quick Step), qui prend la tête du Giro. Au classement général, Pozzovivo reste quatrième, mais à deux minutes 32 secondes du Colombien. Cette deuxième semaine se termine par deux étapes de montagne. Après avoir repris quelques secondes sur la quatorzième étape, il est distancé le lendemain et se voit doublé au classement général par le vainqueur du jour, Fabio Aru (Astana), et Nairo Quintana (Movistar).
En parallèle de la fin du Tour d'Italie, sur des courses de Coupe de France, Alexis Gougeard, déjà échappé et repris à deux kilomètres de l'arrivée le 31 mai au Grand Prix de Plumelec-Morbihan, s'échappe à nouveau et s'impose le lendemain sur les Boucles de l'Aulne.

## Coureurs et encadrement technique

### Effectif

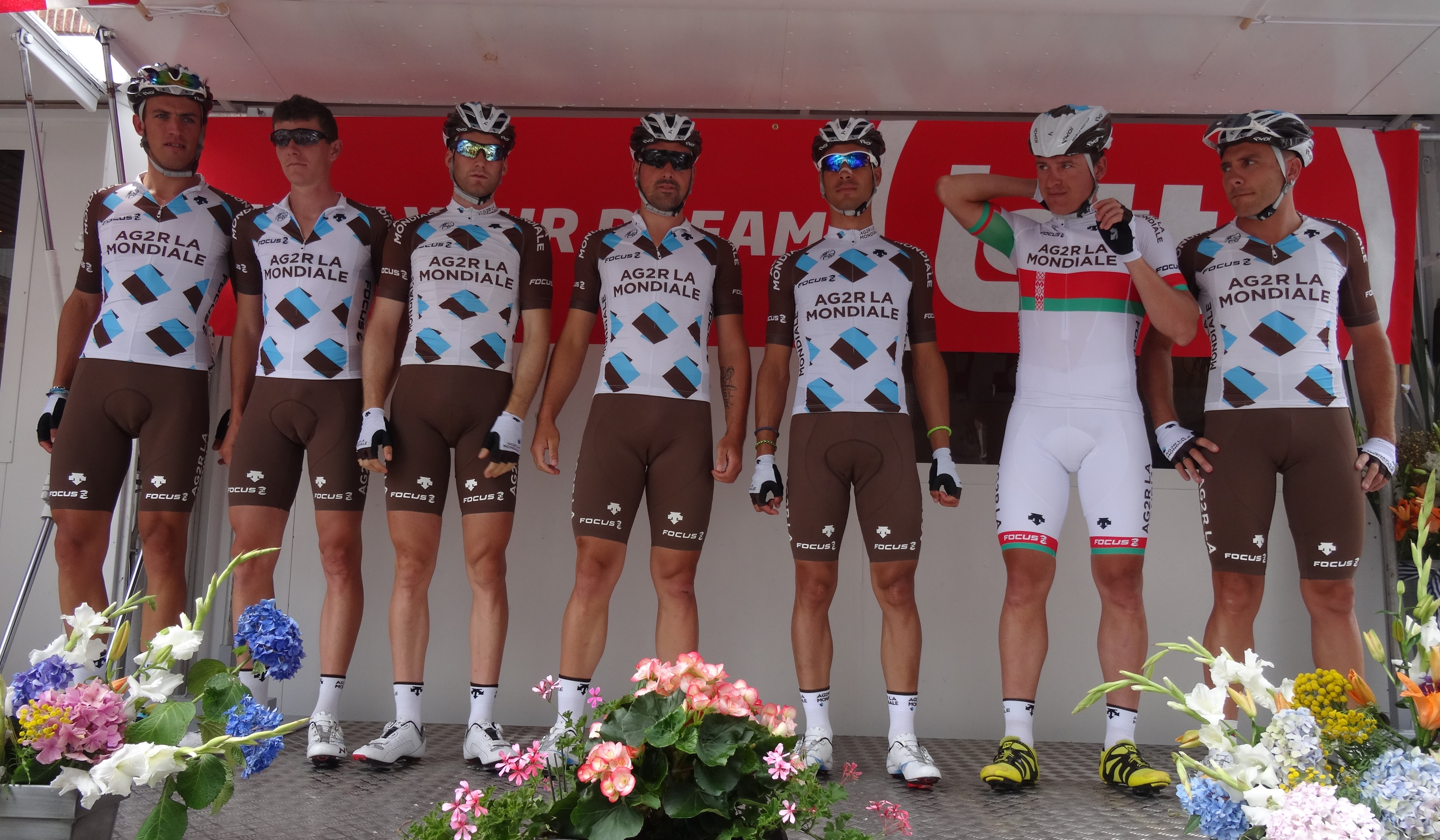
L'équipe lors du Tour de Wallonie 2014.

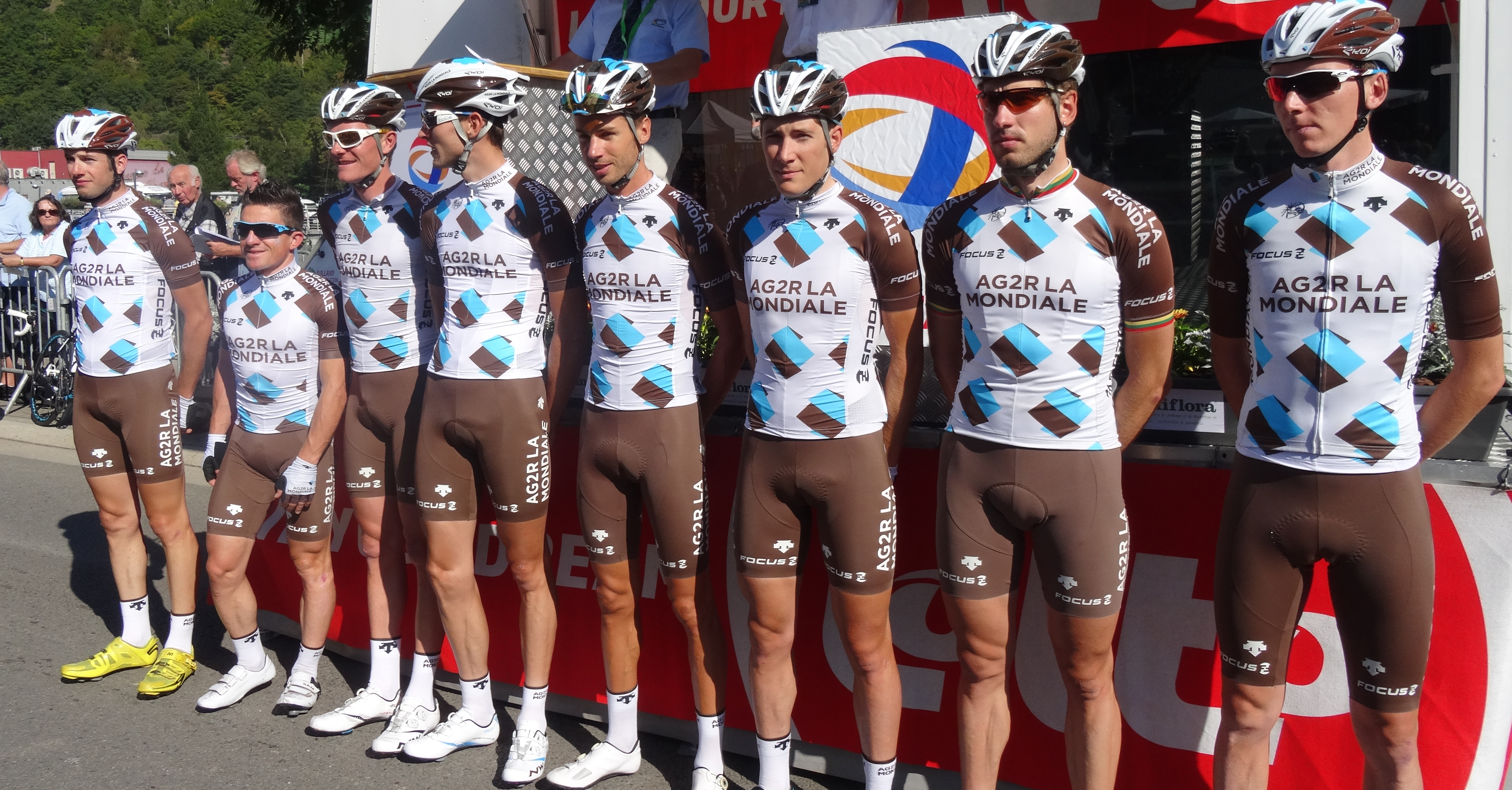
L'équipe lors du Grand Prix de Wallonie 2014.

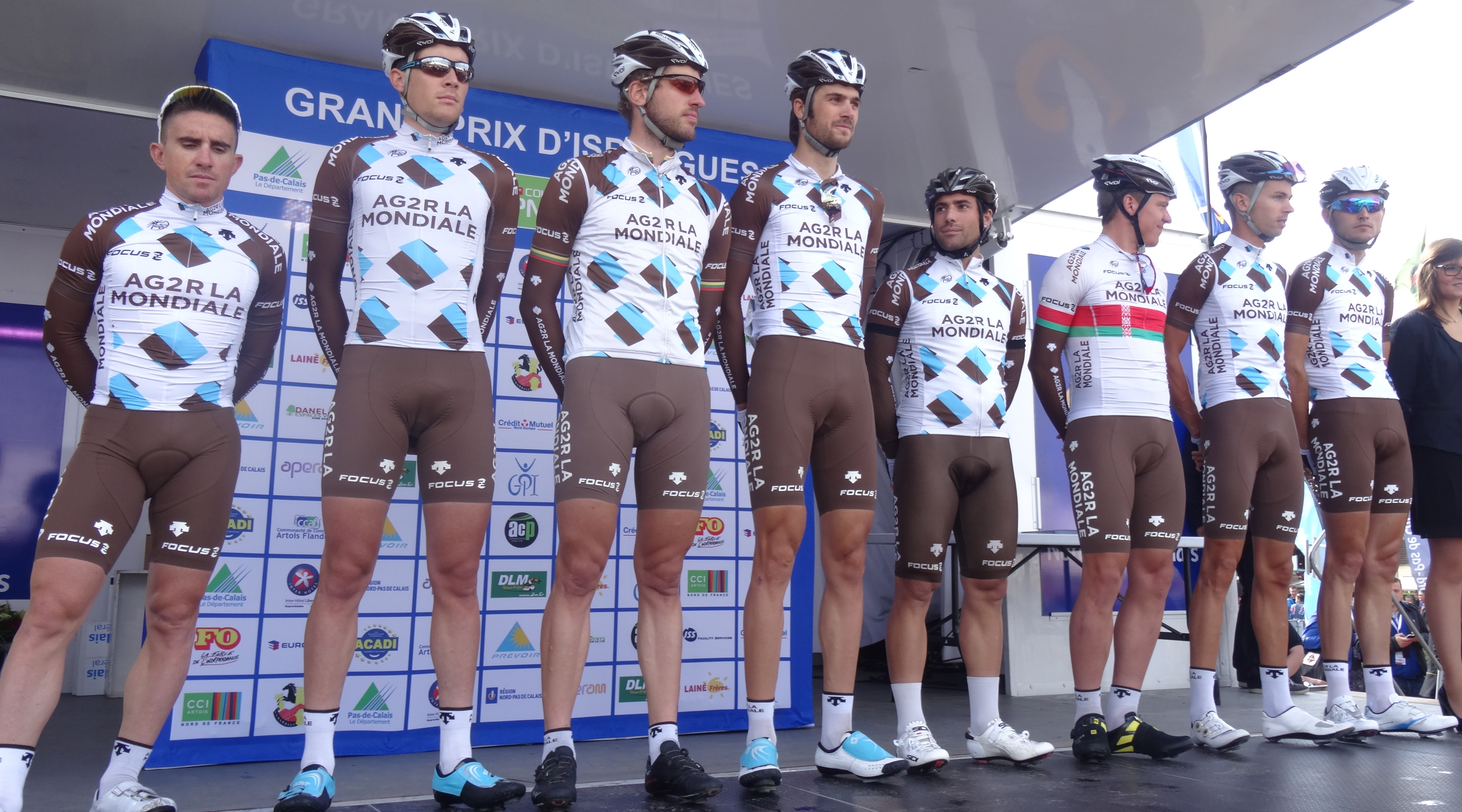
L'équipe lors du Grand Prix d'Isbergues 2014.

| Cycliste               | Date de naissance | Nationalité | Équipe 2013           |
| ---------------------- | ----------------- | ----------- | --------------------- |
| Davide Appollonio      | 2 juin 1989       | Italie      | AG2R La Mondiale      |
| Gediminas Bagdonas     | 26 décembre 1985  | Lituanie    | AG2R La Mondiale      |
| Romain Bardet          | 9 novembre 1990   | France      | AG2R La Mondiale      |
| Julien Bérard          | 27 juillet 1987   | France      | AG2R La Mondiale      |
| Carlos Betancur        | 13 octobre 1989   | Colombie    | AG2R La Mondiale      |
| Guillaume Bonnafond    | 23 juin 1987      | France      | AG2R La Mondiale      |
| Maxime Bouet           | 3 novembre 1986   | France      | AG2R La Mondiale      |
| Steve Chainel          | 6 septembre 1983  | France      | AG2R La Mondiale      |
| Mikaël Cherel          | 17 mars 1986      | France      | AG2R La Mondiale      |
| Maxime Daniel          | 5 juin 1991       | France      | Sojasun               |
| Axel Domont            | 7 août 1990       | France      | AG2R La Mondiale      |
| Samuel Dumoulin        | 20 août 1980      | France      | AG2R La Mondiale      |
| Hubert Dupont          | 13 novembre 1980  | France      | AG2R La Mondiale      |
| Ben Gastauer           | 14 novembre 1987  | Luxembourg  | AG2R La Mondiale      |
| Damien Gaudin          | 20 août 1986      | France      | Europcar              |
| Alexis Gougeard        | 5 mars 1993       | France      | USSA Pavilly Barentin |
| Patrick Gretsch        | 7 avril 1987      | Allemagne   | Argos-Shimano         |
| Hugo Houle             | 27 septembre 1990 | Canada      | AG2R La Mondiale      |
| Yauheni Hutarovich     | 29 novembre 1983  | Biélorussie | AG2R La Mondiale      |
| Blel Kadri             | 3 septembre 1986  | France      | AG2R La Mondiale      |
| Julian Kern            | 28 décembre 1989  | Allemagne   | AG2R La Mondiale      |
| Sébastien Minard       | 12 juin 1982      | France      | AG2R La Mondiale      |
| Lloyd Mondory          | 26 avril 1982     | France      | AG2R La Mondiale      |
| Matteo Montaguti       | 6 janvier 1984    | Italie      | AG2R La Mondiale      |
| Rinaldo Nocentini      | 25 septembre 1977 | Italie      | AG2R La Mondiale      |
| Jean-Christophe Péraud | 22 mai 1977       | France      | AG2R La Mondiale      |
| Domenico Pozzovivo     | 30 novembre 1982  | Italie      | AG2R La Mondiale      |
| Christophe Riblon      | 17 janvier 1981   | France      | AG2R La Mondiale      |
| Sébastien Turgot       | 11 avril 1984     | France      | Europcar              |
| Alexis Vuillermoz      | 1er juin 1988     | France      | Sojasun               |
| Stagiaire              | Date de naissance | Nationalité | Équipe 2014           |
| François Bidard        | 19 mars 1992      | France      | Chambéry CF           |
| Nico Denz              | 15 février 1994   | Allemagne   | Chambéry CF           |
| Jimmy Raibaud          | 13 novembre 1991  | France      | CR4C Roanne           |

Portraits
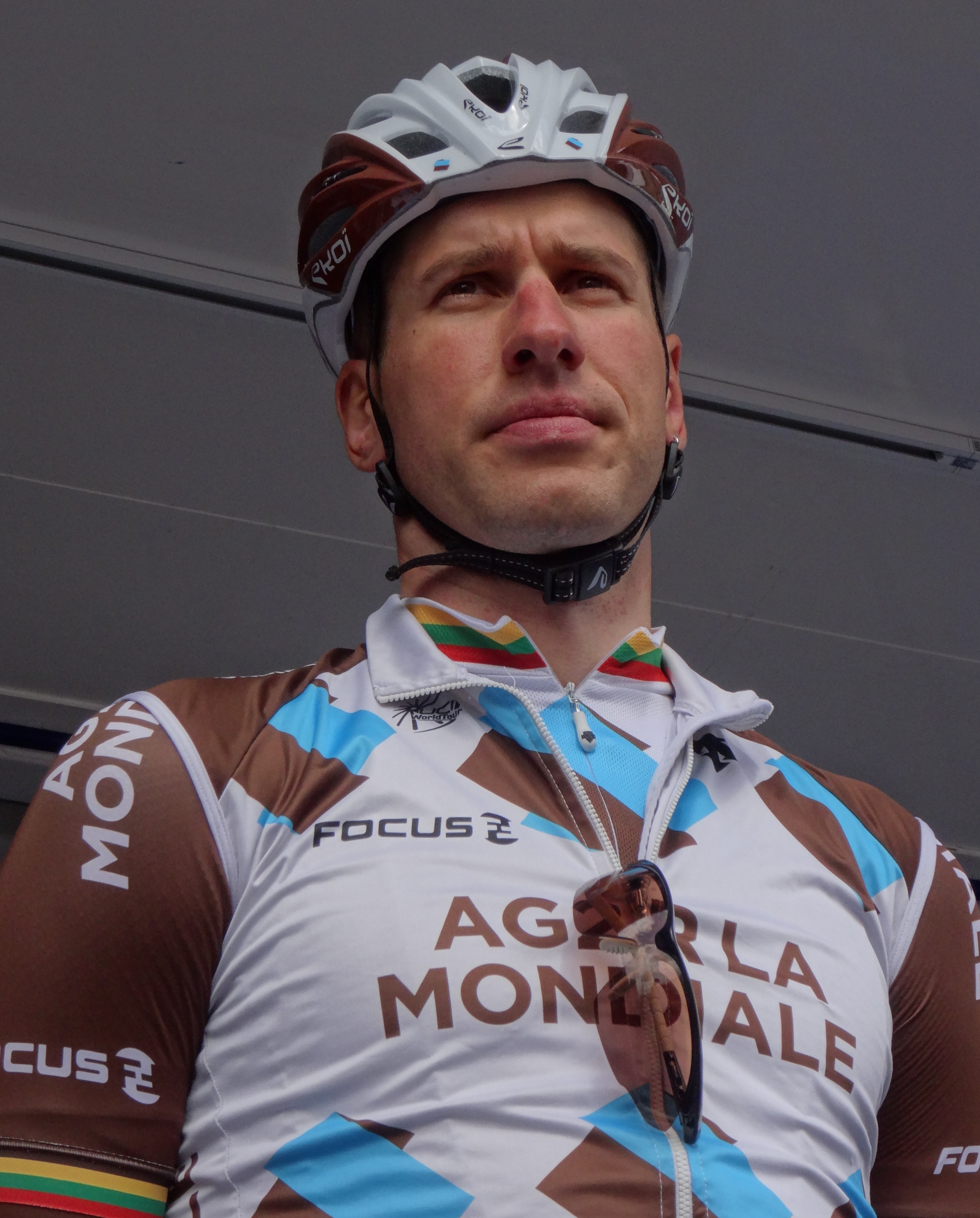
Gediminas Bagdonas.
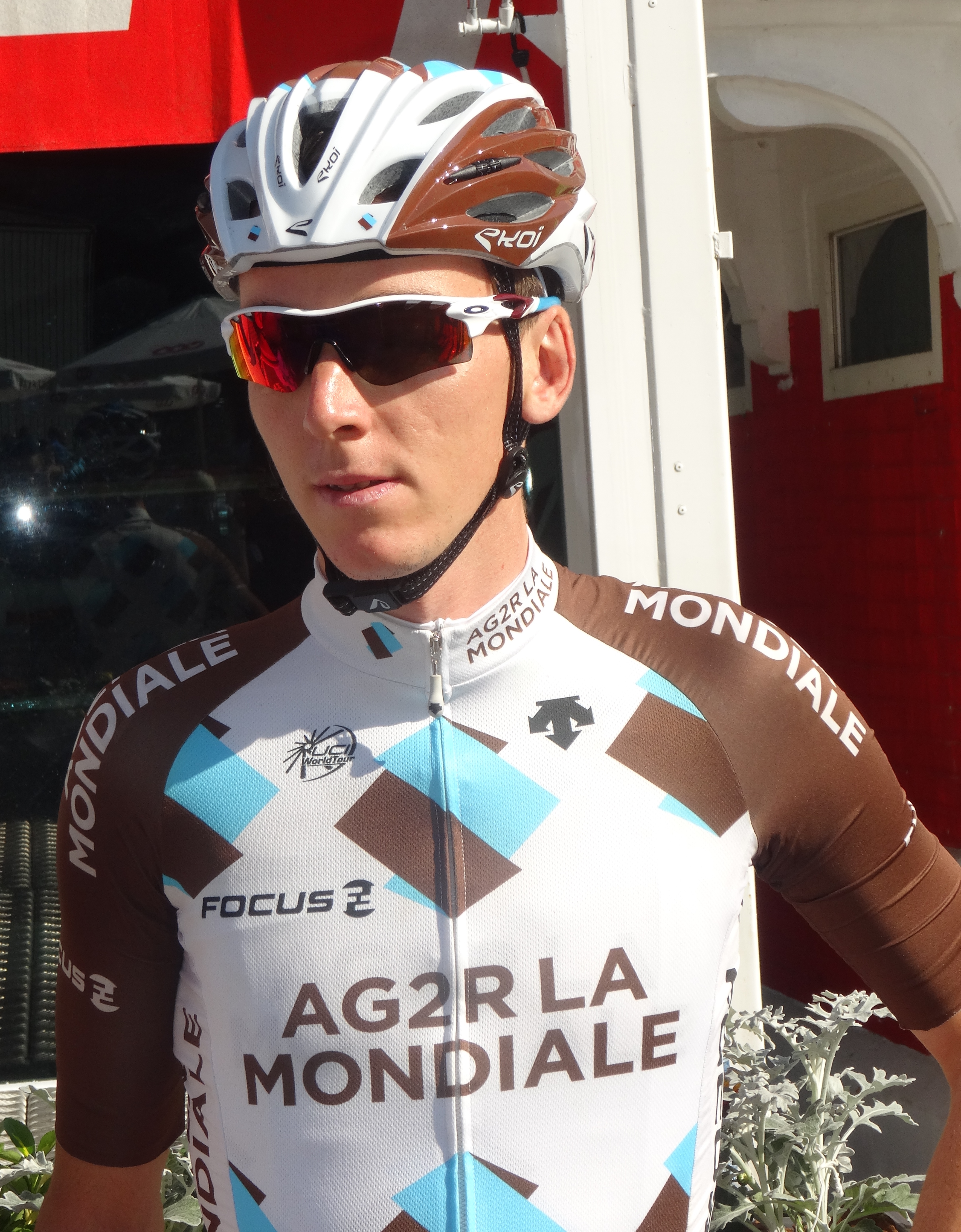
Romain Bardet.
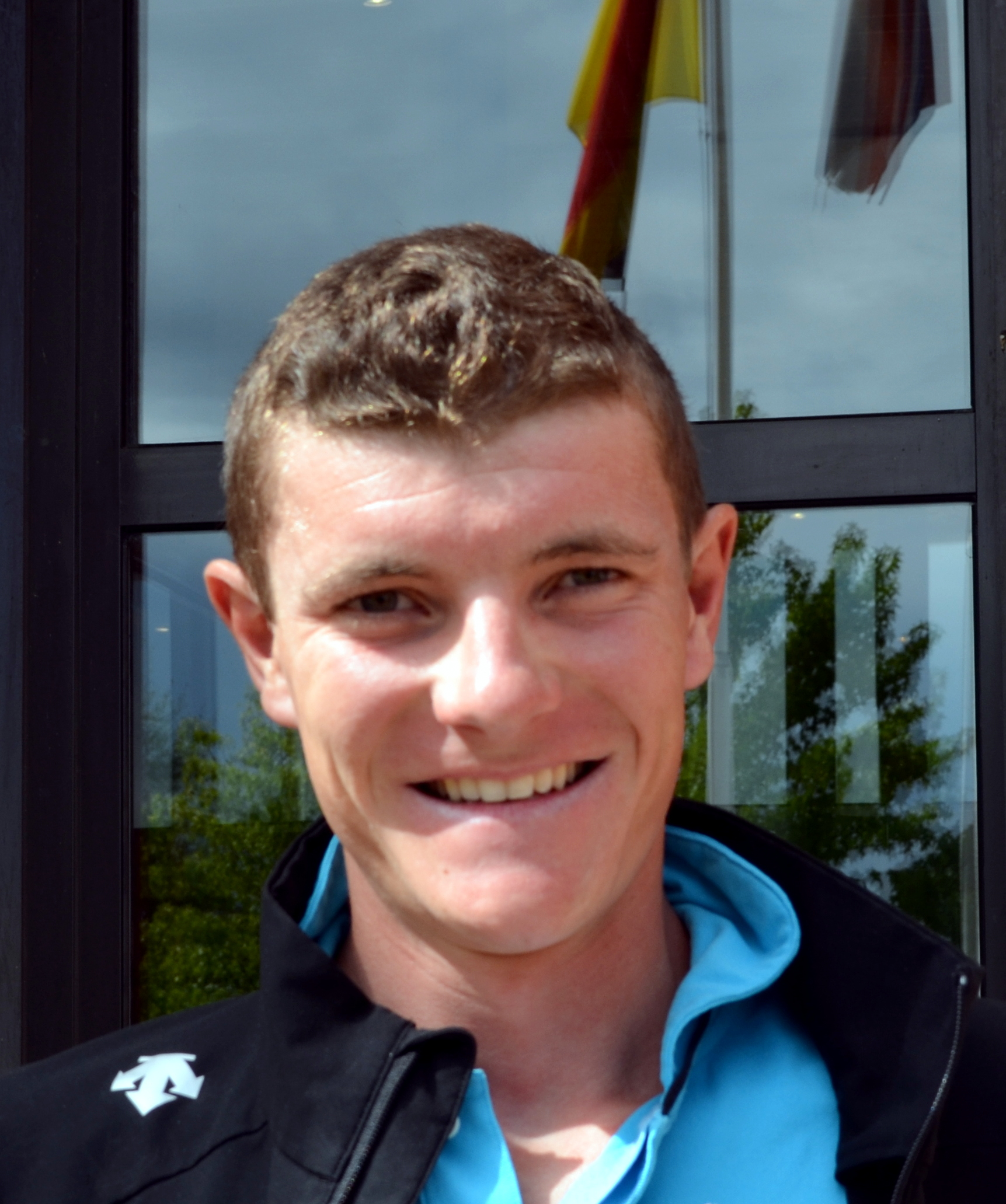
Julien Bérard.
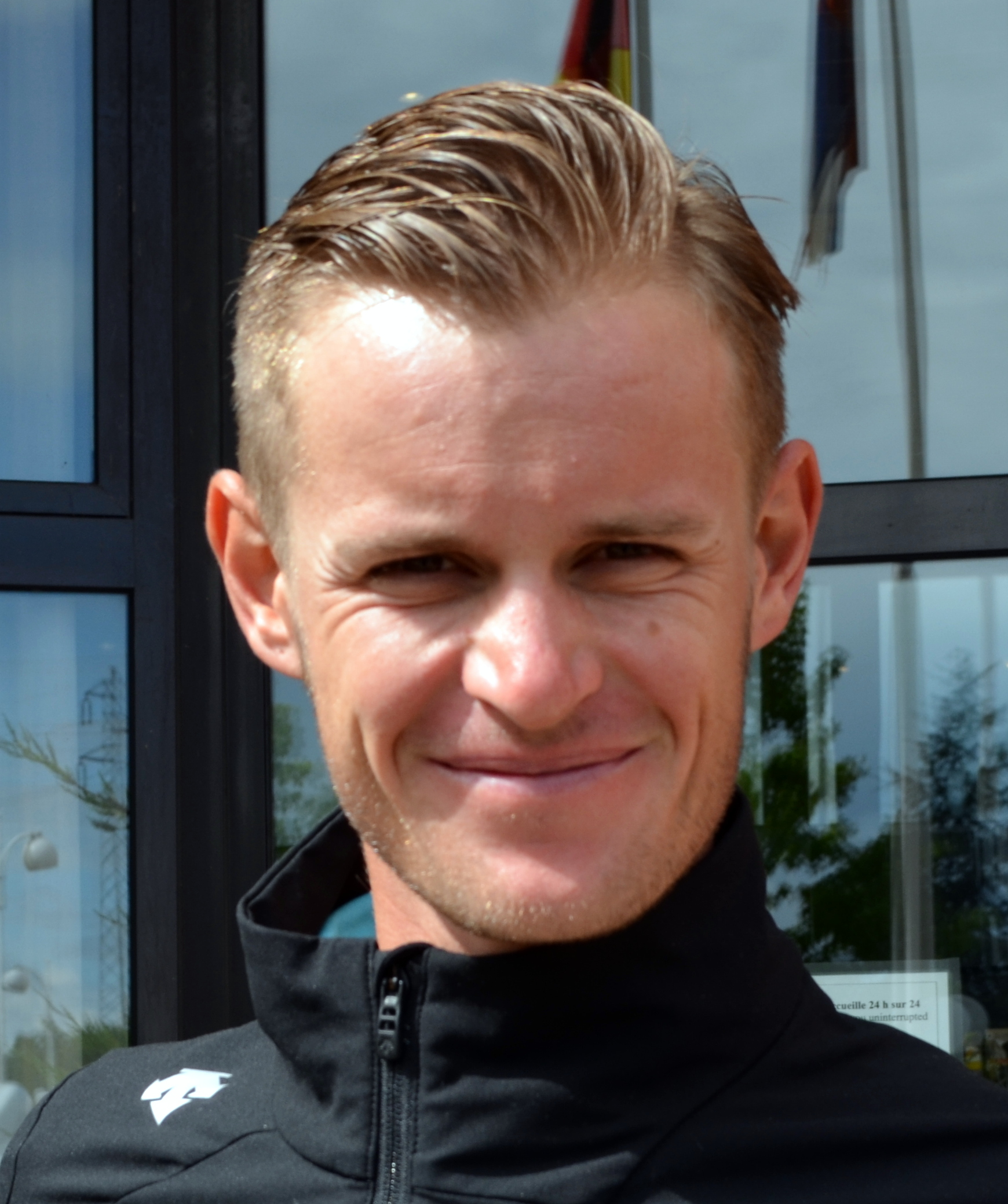
Maxime Bouet.
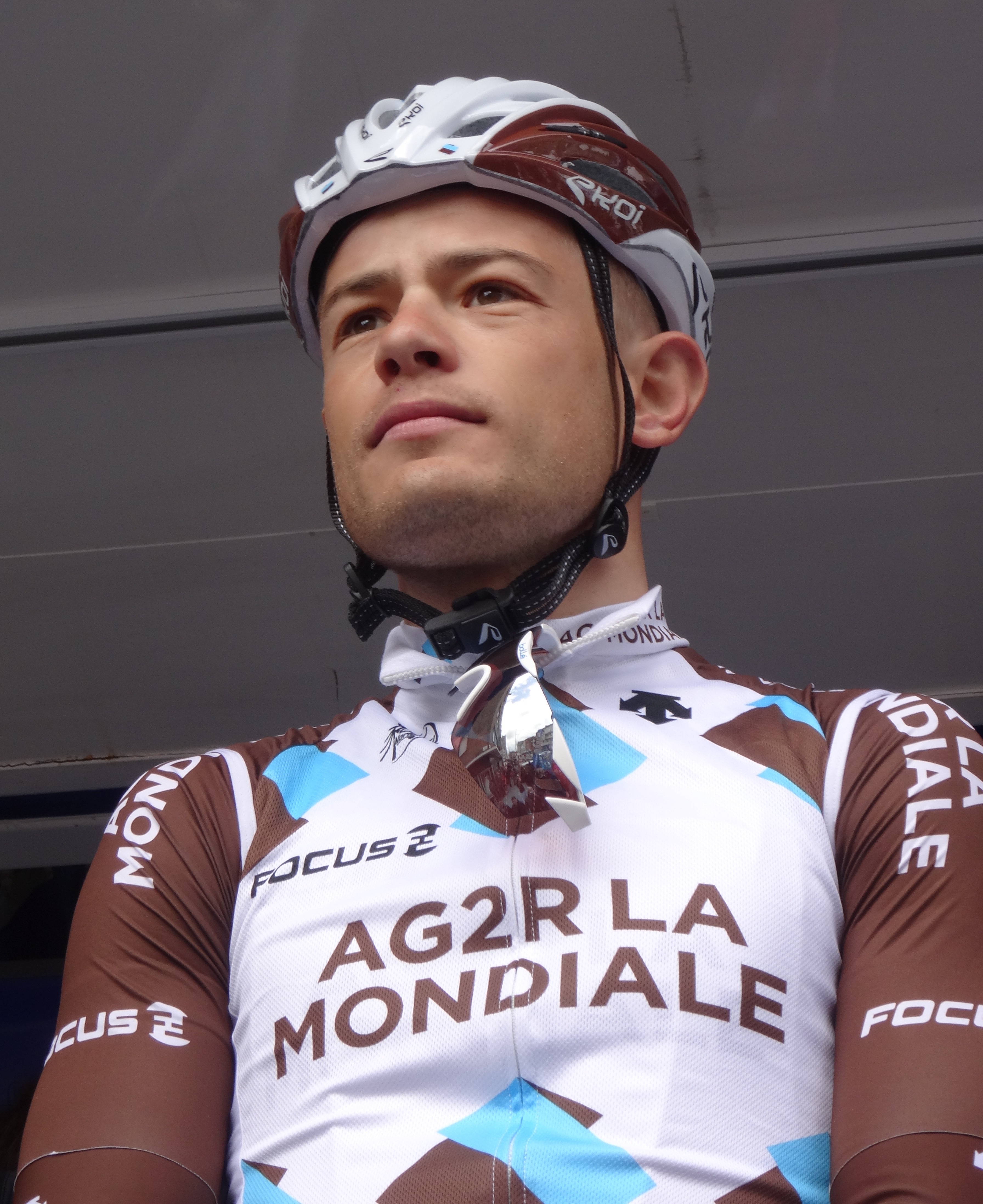
Steve Chainel.
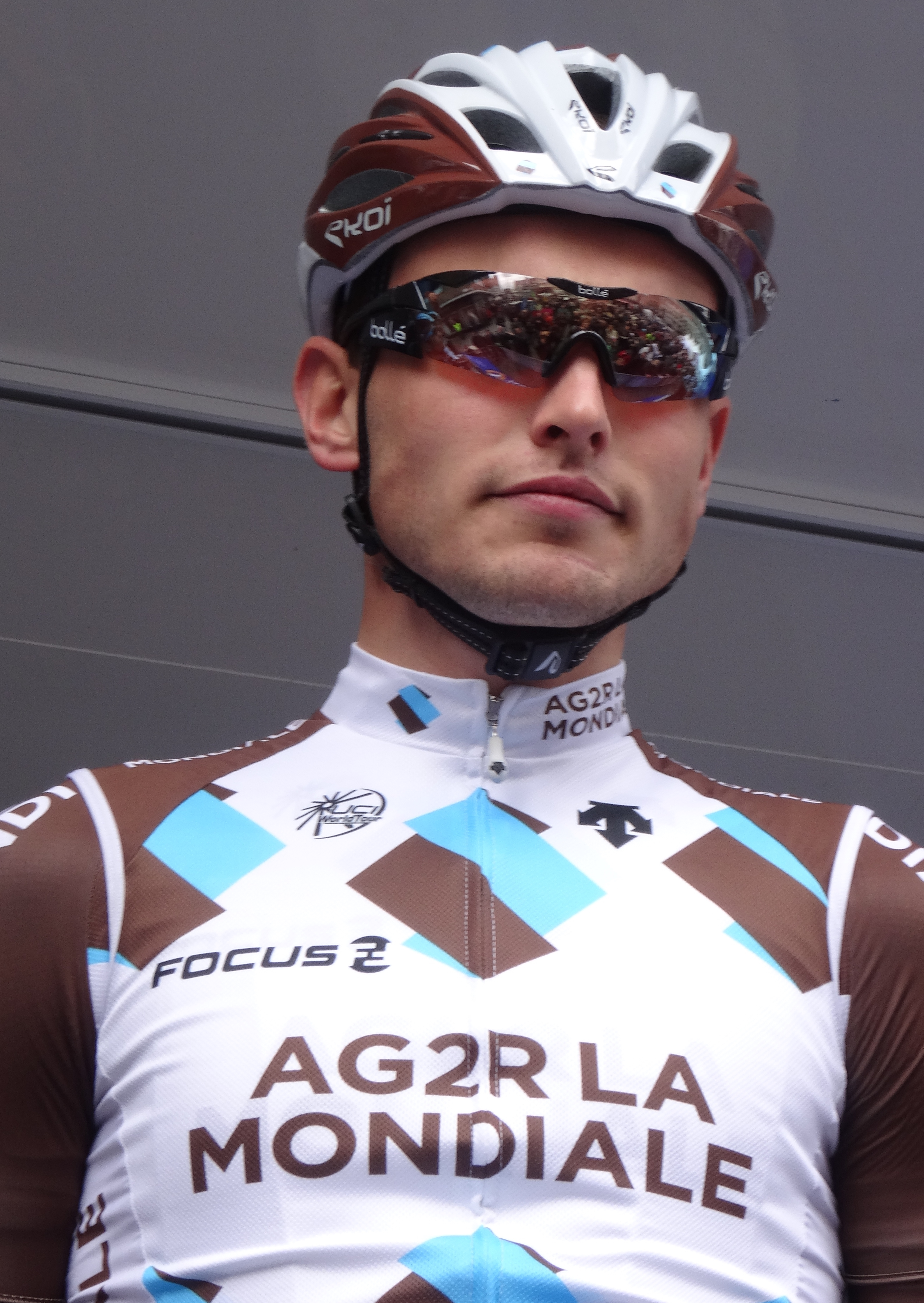
Maxime Daniel.
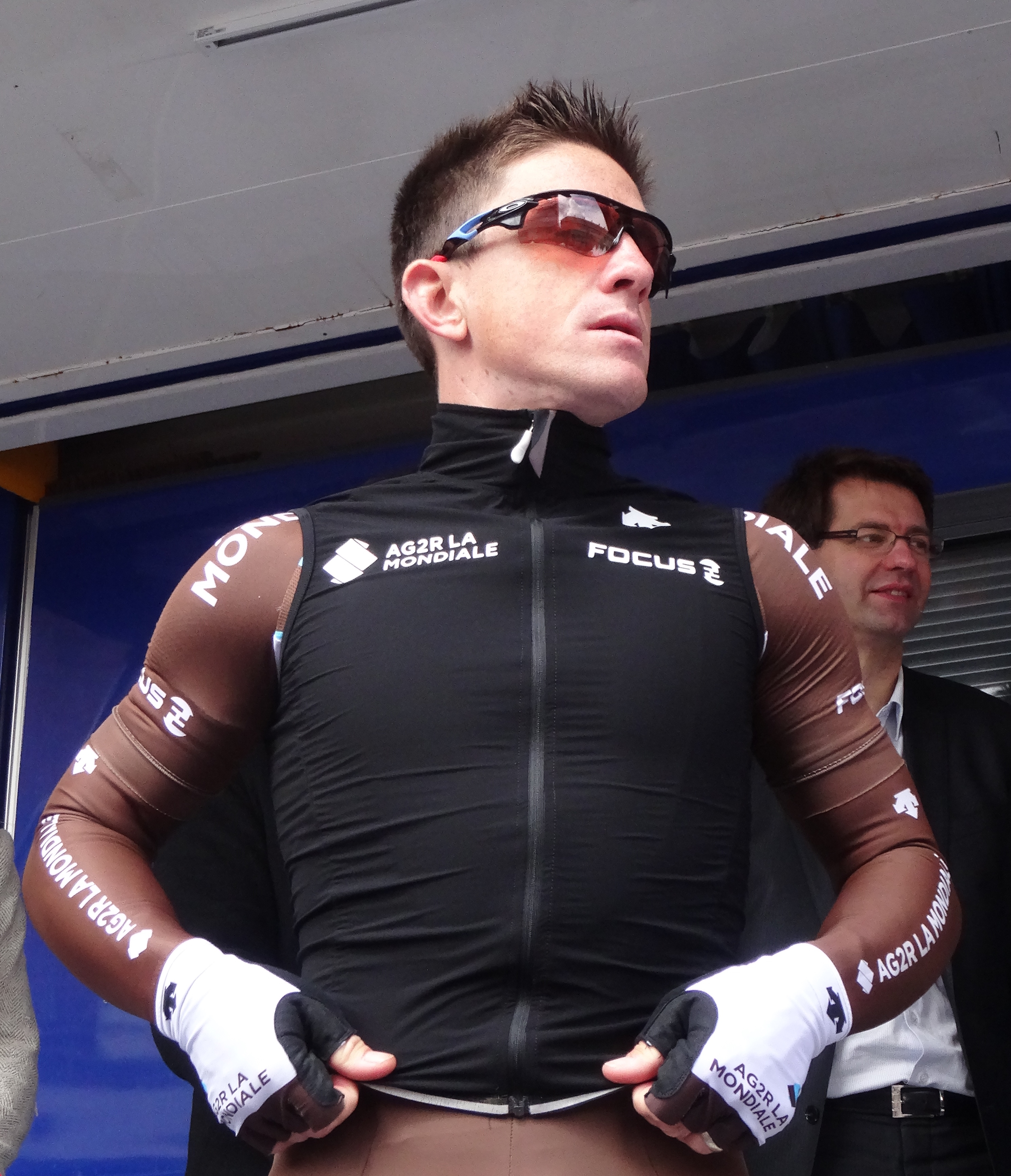
Samuel Dumoulin.
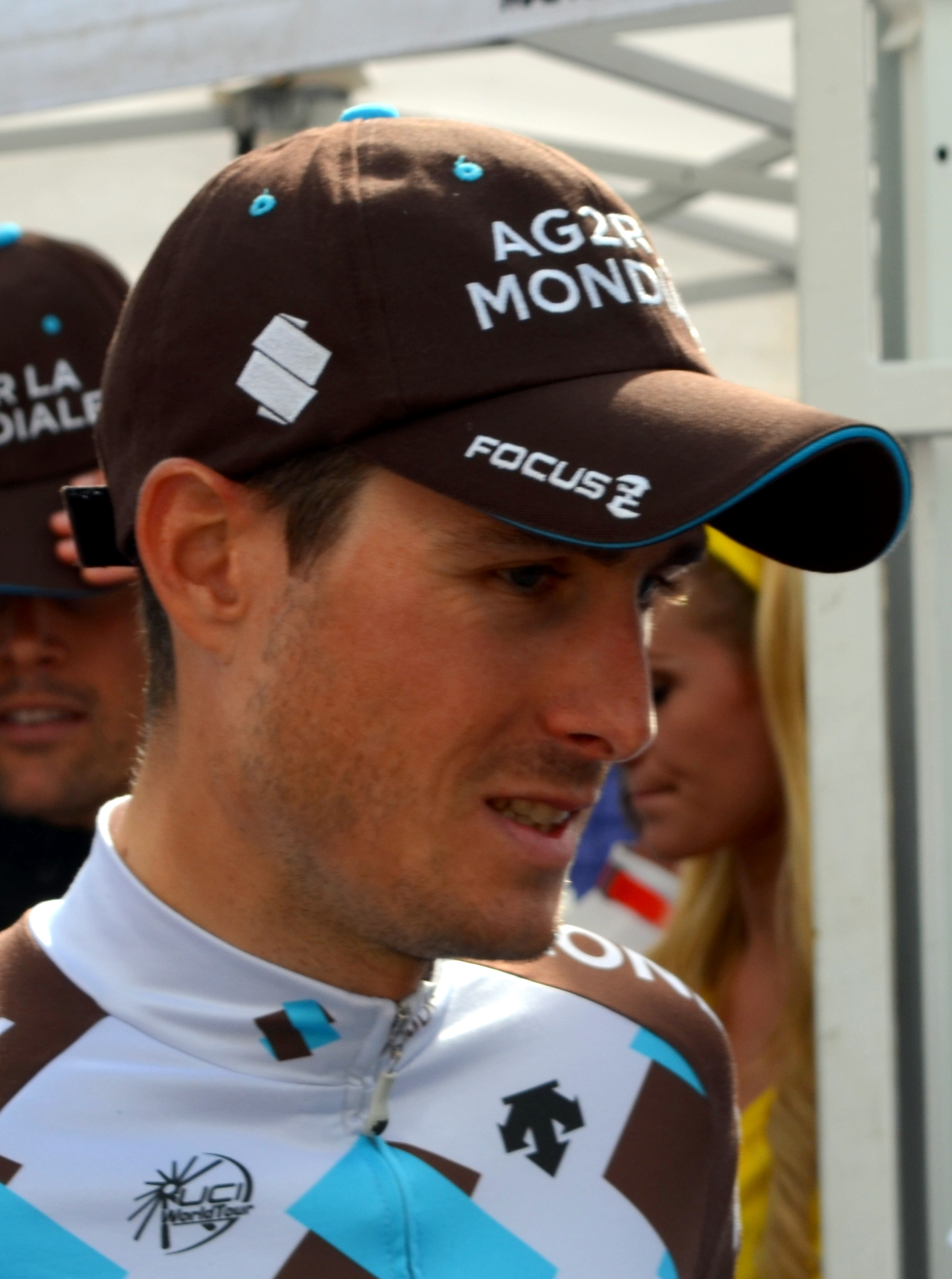
Hubert Dupont.
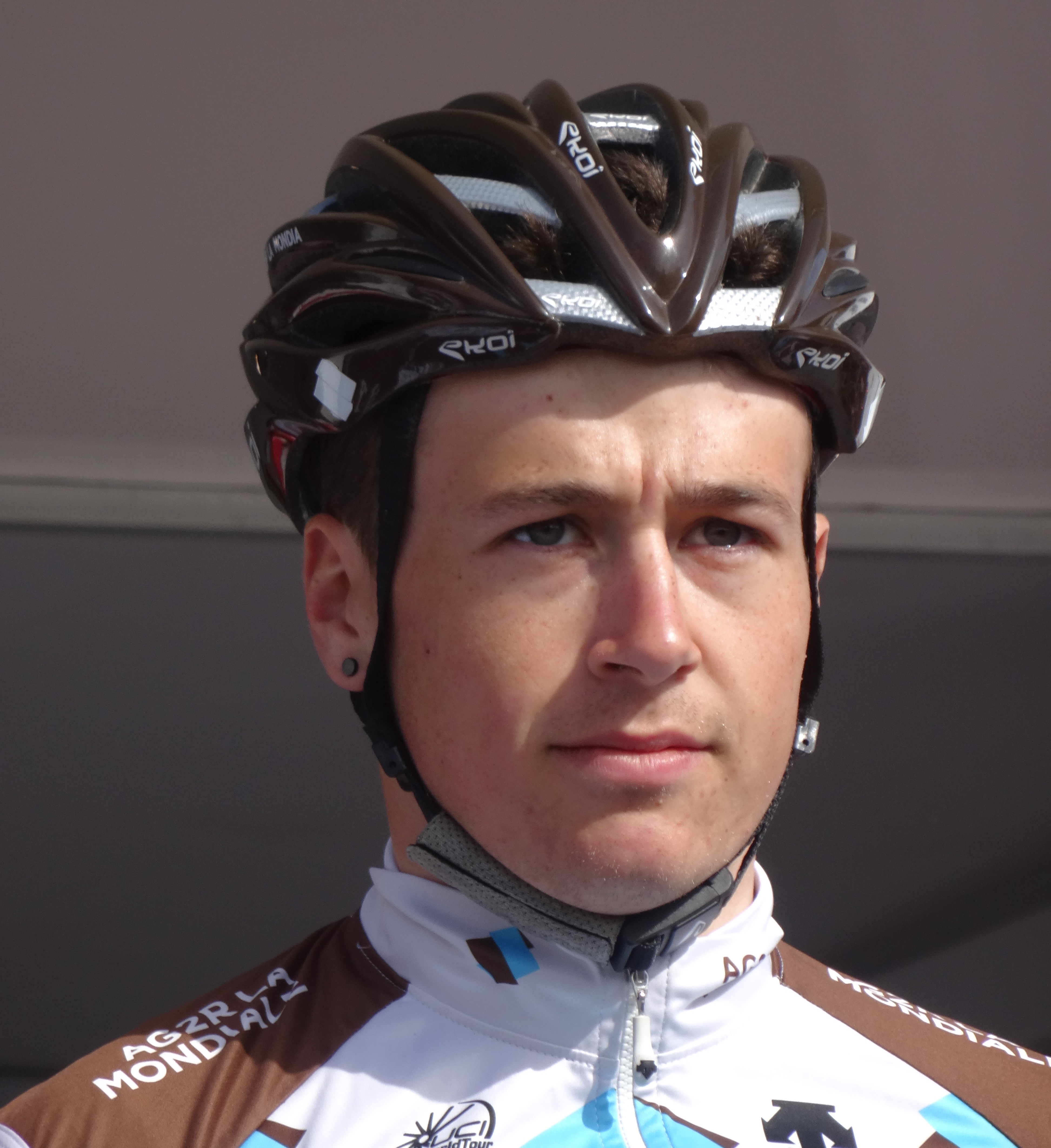
Alexis Gougeard.
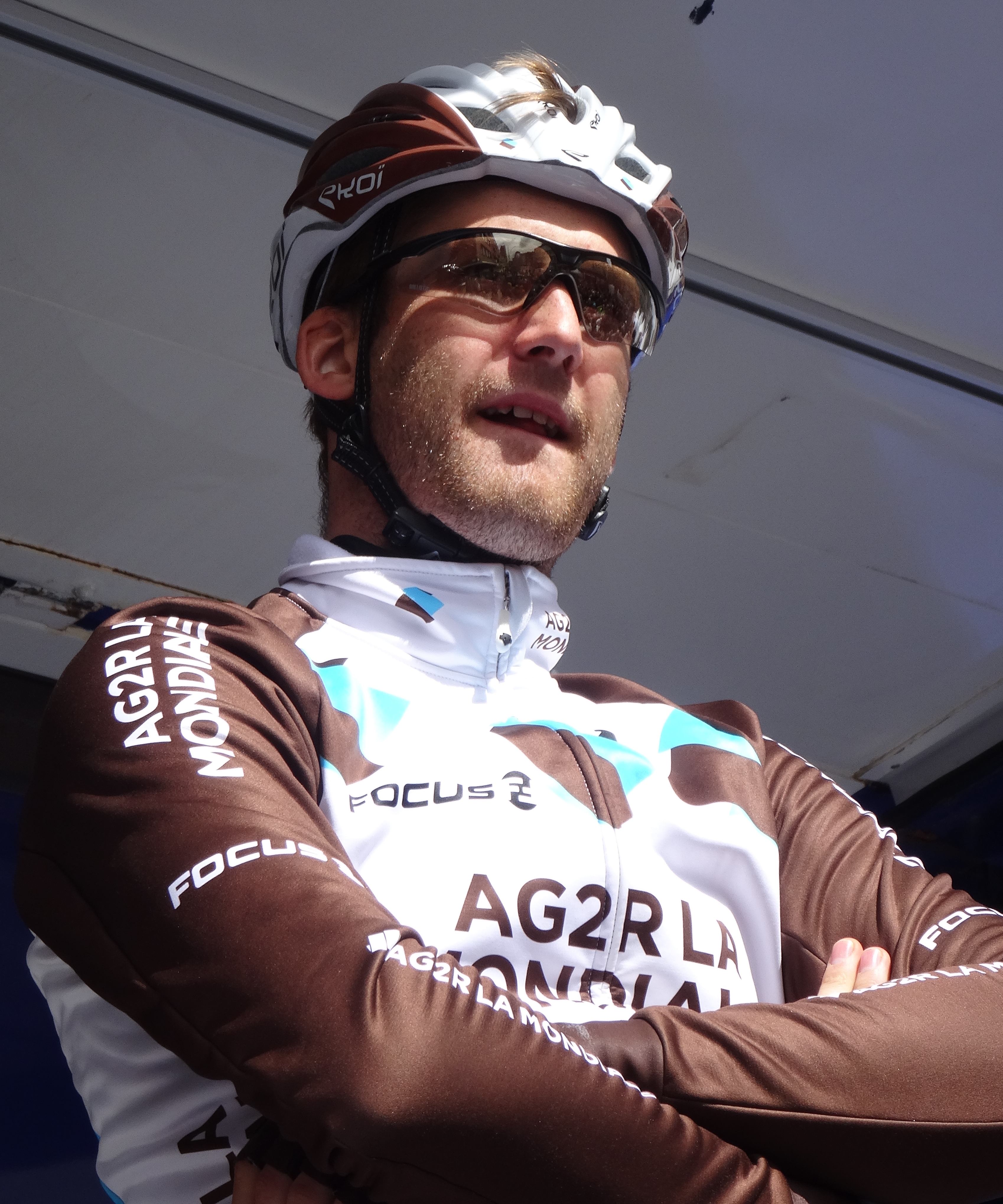
Hugo Houle.
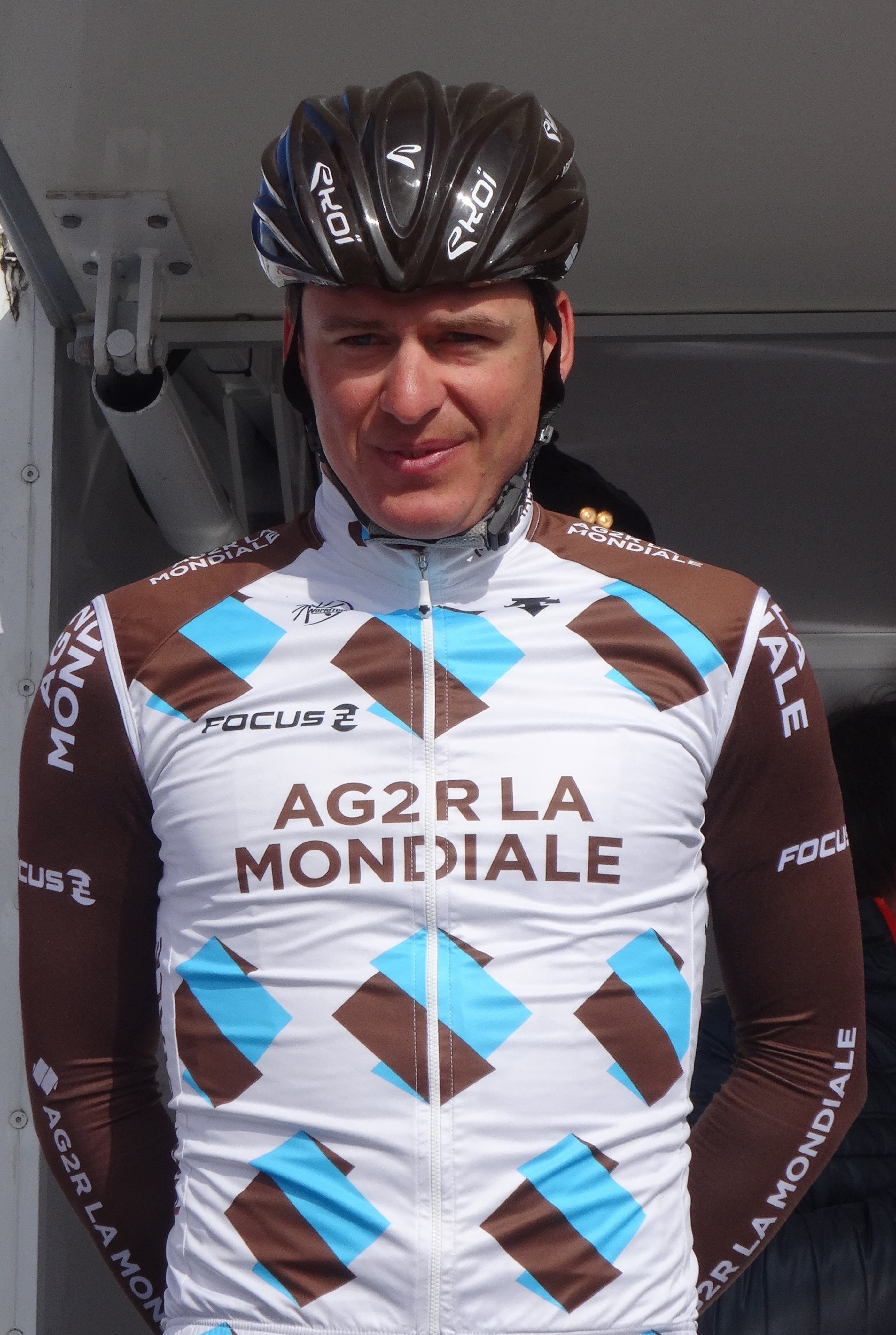
Yauheni Hutarovich.
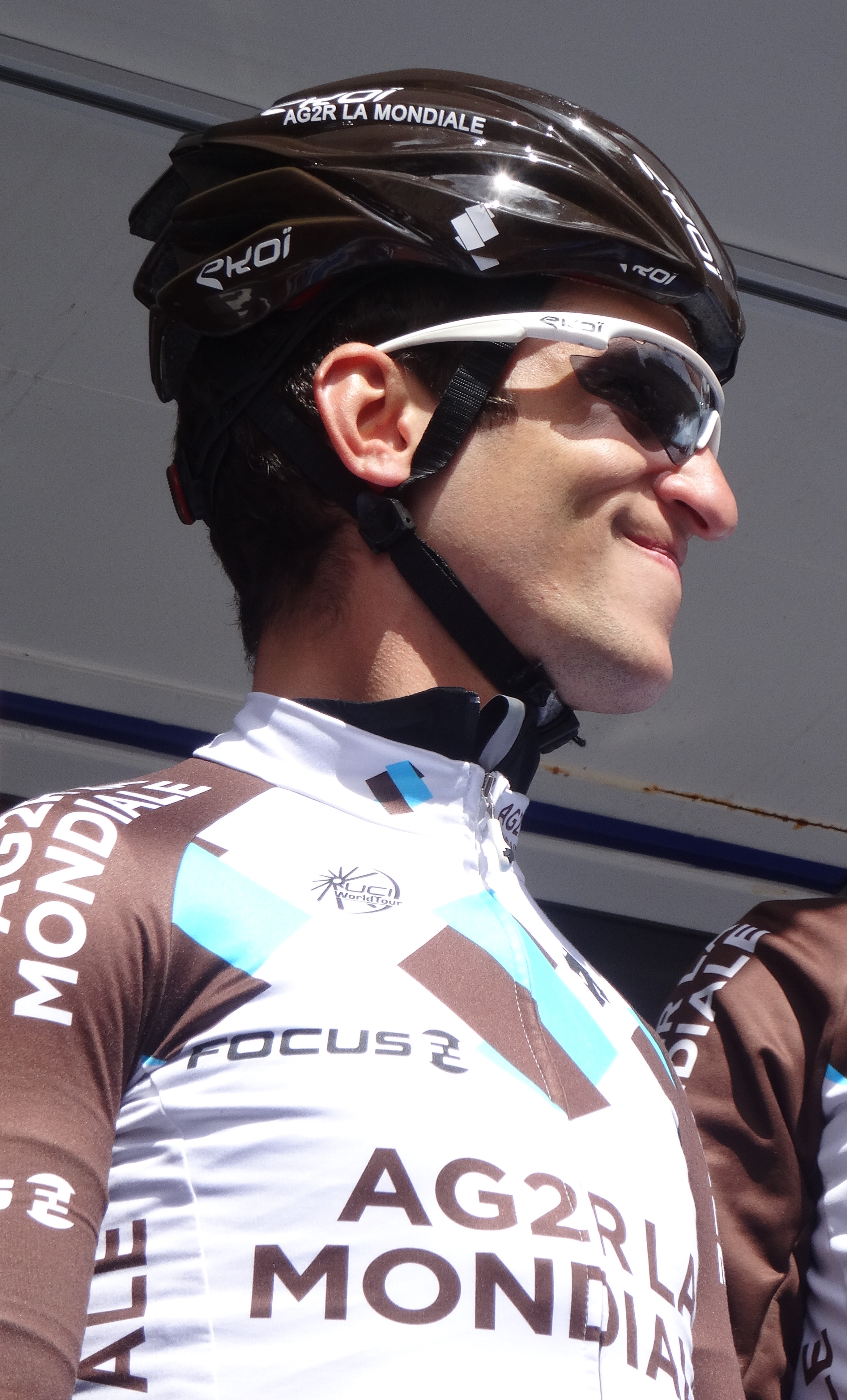
Blel Kadri.
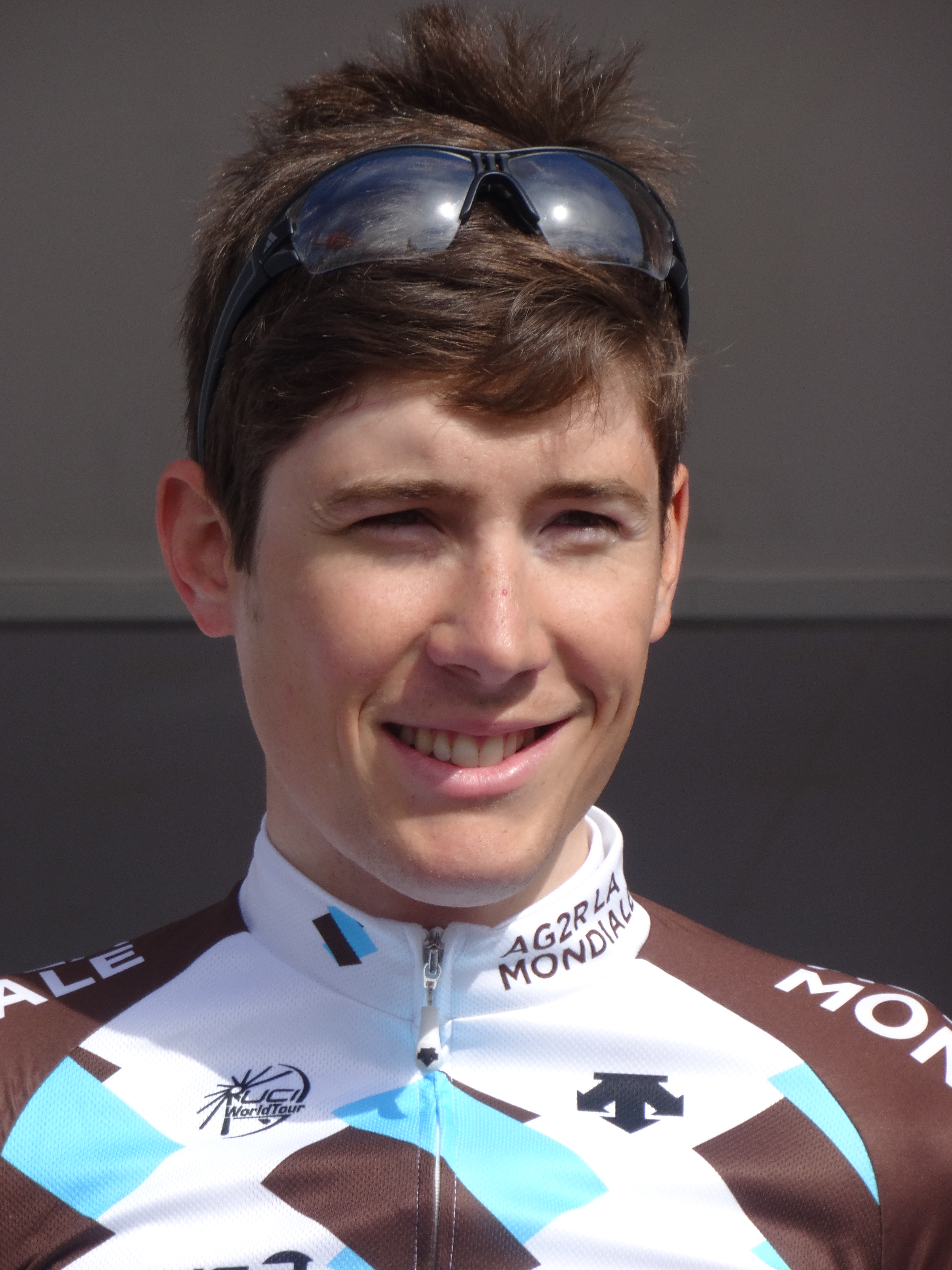
Julian Kern.
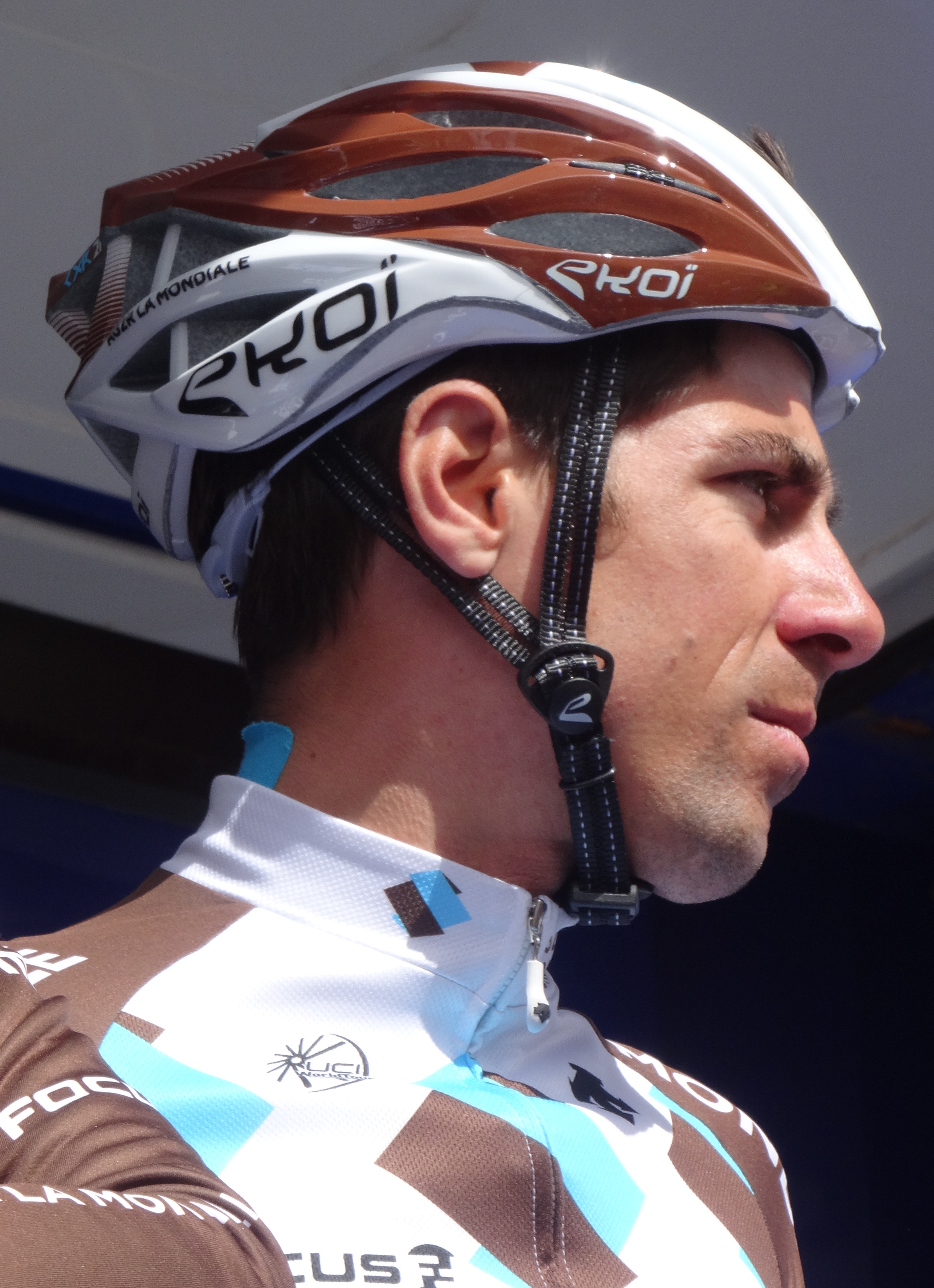
Sébastien Minard.
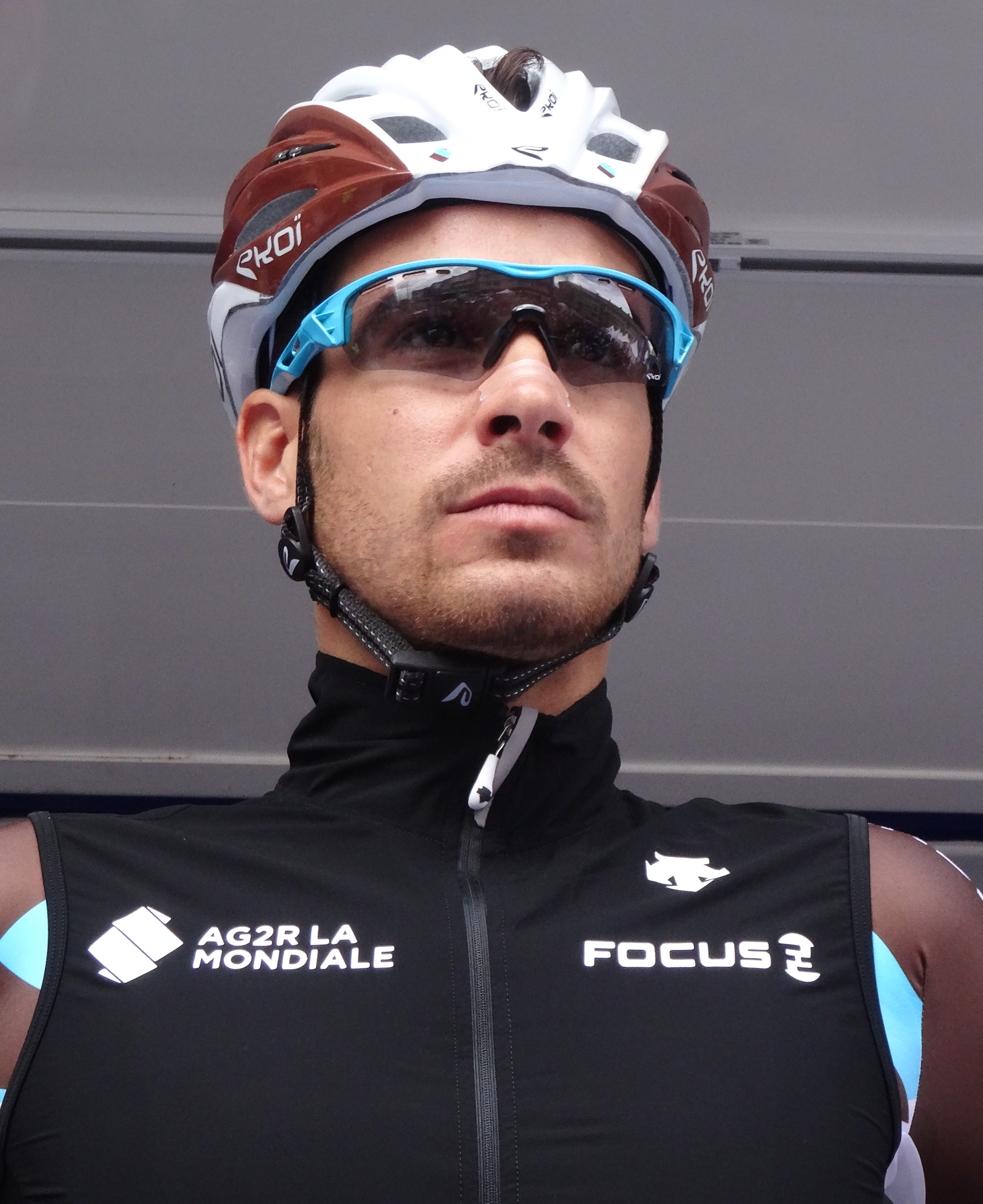
Lloyd Mondory.
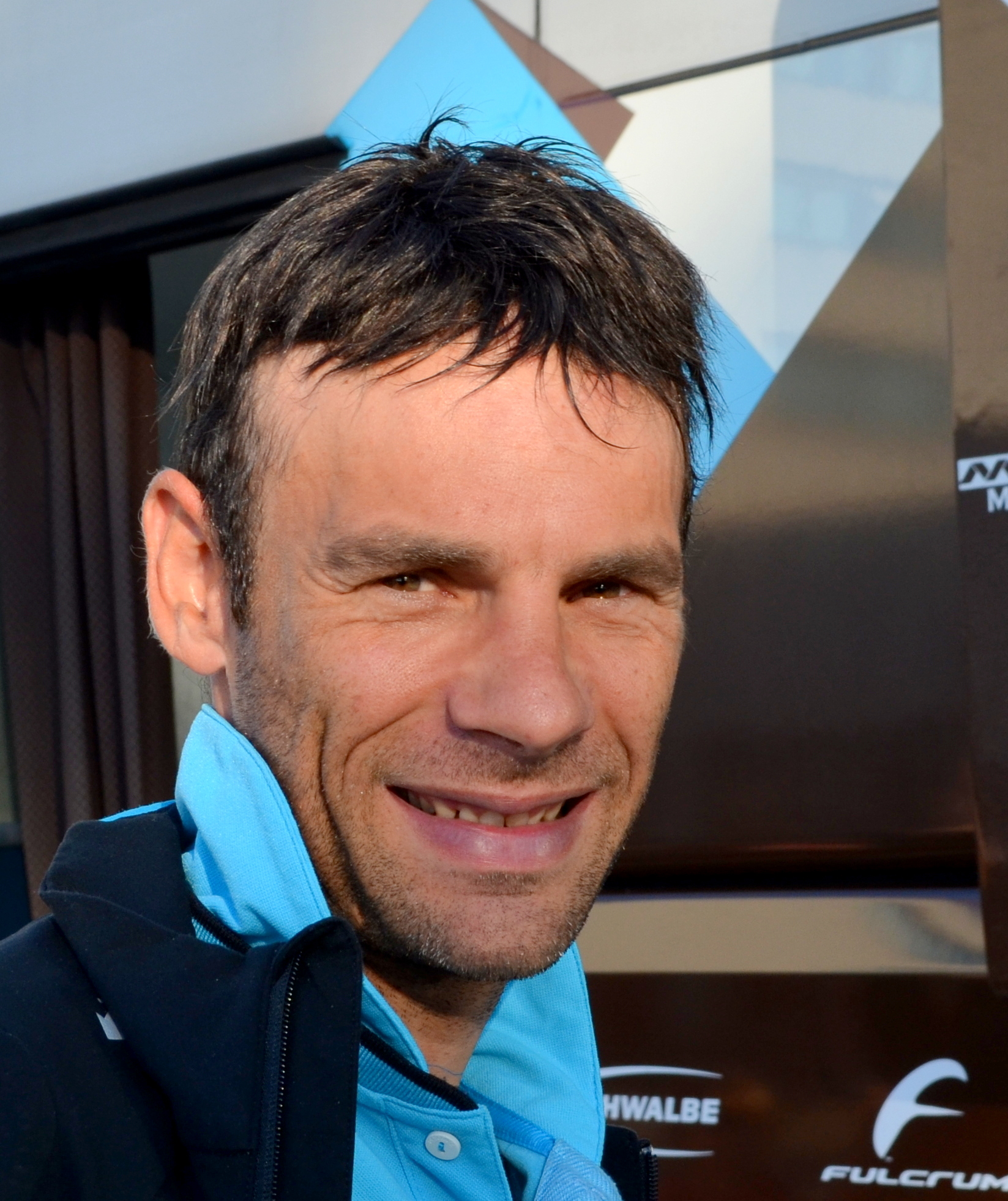
Jean-Christophe Péraud.
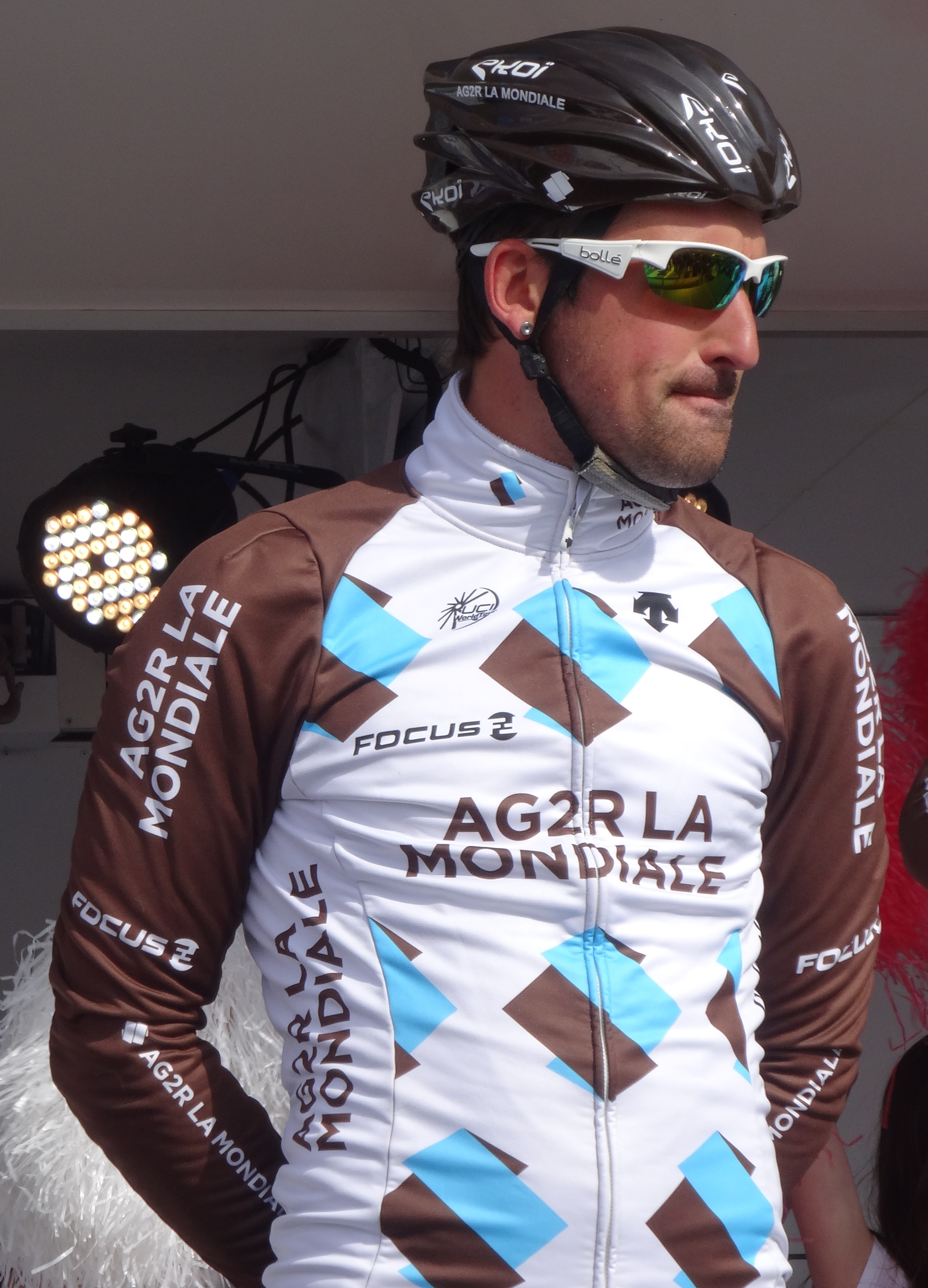
Sébastien Turgot.

### Encadrement
AG2R La Mondiale a pour manager général Vincent Lavenu. Celui-ci, coureur professionnel de 1983 à 1991, est à la tête de la formation française depuis 1992 et la création de l'équipe qui portait alors le nom du sponsor Chazal, devenue à partir de 1996 Casino avant l'arrivée d'AG2R Prévoyance comme sponsor secondaire en 1999 puis principal à partir de 2000,. Six directeurs sportifs mènent les coureurs : Laurent Biondi, Stéphane Goubert, Didier Jannel, Julien Jurdie, Artūras Kasputis et Gilles Mas. Laurent Biondi, après deux dernières années comme coureur professionnel dans l'équipe Chazal dirigée par Lavenu, devient directeur sportif dans cette même formation en 1994. Il est brièvement suspendu de son poste au milieu des années 2000 quand il est cité dans une affaire de trafic de produits à base d'amphétamines et condamné en première instance. Relaxé en appel en 2007, il reprend ses fonctions dans l'équipe. Gilles Mas intègre le poste de directeur sportif de Casino en 1997 après avoir exercé ce poste durant l'année d'existence de la formation Agrigel-La Creuse en 1996. Il est également président d'un club, l'EC Saint-Étienne Loire. Artūras Kasputis est professionnel dans l'équipe de 1993 à 2002 et se reconvertit en directeur sportif dans la formation savoyarde l'année suivante. Julien Jurdie, après une carrière amateur de coureur puis de directeur sportif au même niveau, est directeur sportif de la formation RAGT Semences en 2004 et 2005 avant de rejoindre l'équipe de Vincent Lavenu en 2006. Didier Jannel rejoint AG2R La Mondiale en 2010 après avoir été dix ans directeur sportif du club amateur d'Albi Vélo Sport,. Stéphane Goubert, coureur de l'équipe de 2004 à 2009, en intègre l'encadrement technique en 2012. Il cumule à partir de 2013 les postes de directeur sportif adjoint et d'entraîneur. Un entraîneur complète ce dispositif : Jean-Baptiste Quiclet, qui rejoint AG2R La Mondiale en provenance de la formation Sojasun qui a cessé son activité en 2013. Quatre médecins composent l'encadrement médical de l'équipe. Le responsable est Éric Bouvat. Bouvat a été plusieurs années médecin de l'équipe de France d'athlétisme. Il figure dans l'équipe en 1995-1996 et depuis 1999. Il est secondé par Jean-Pierre Lanquet, Jean-Jacques Menuet et Roberto Parravicini.

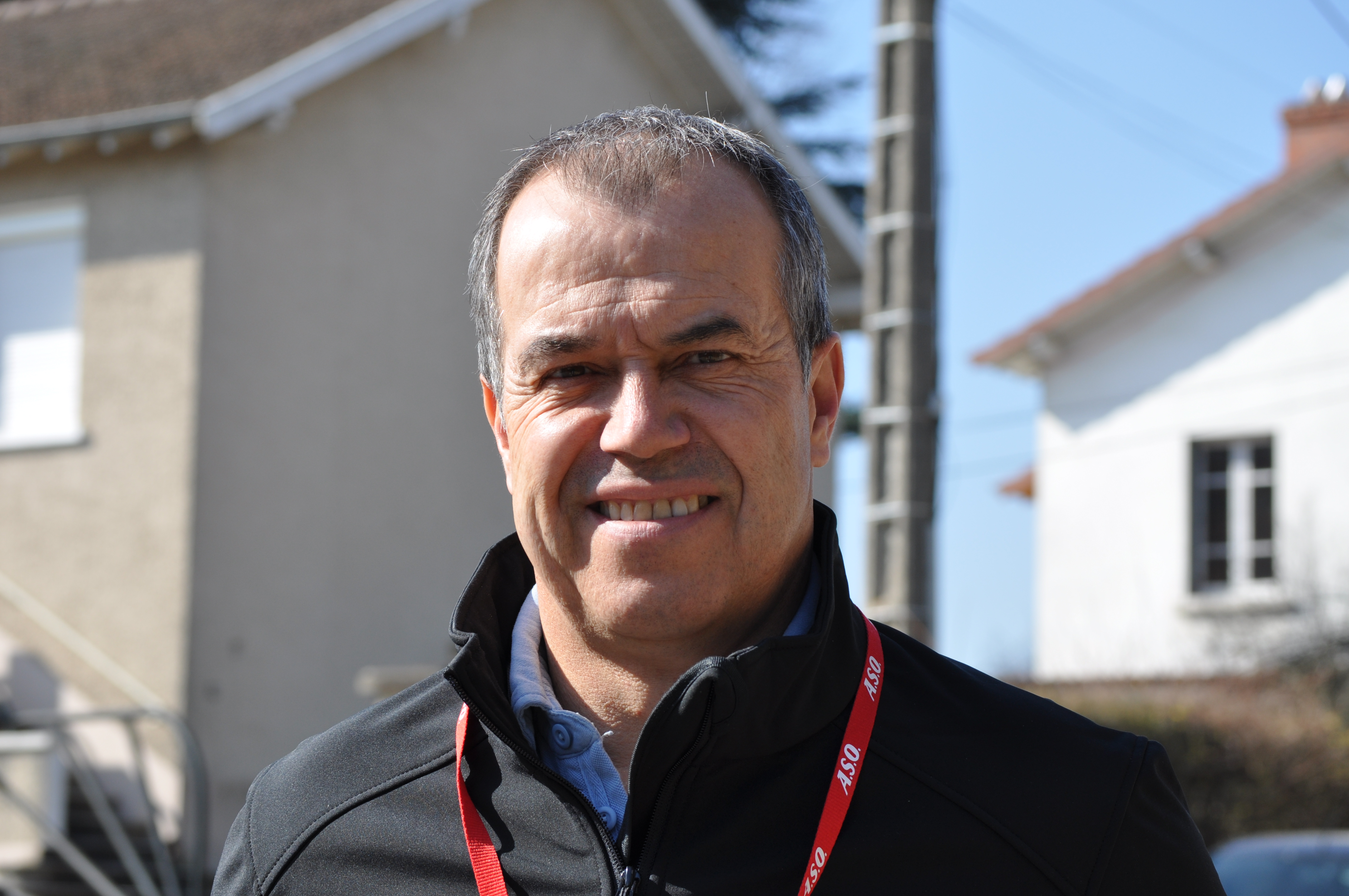
Vincent Lavenu.
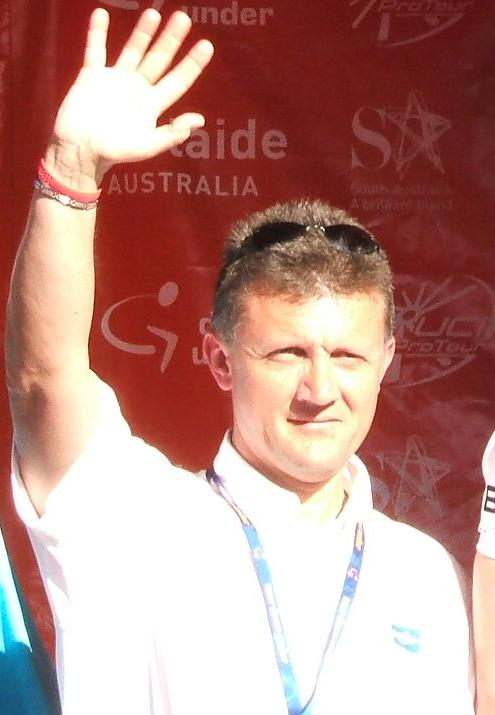
Laurent Biondi.
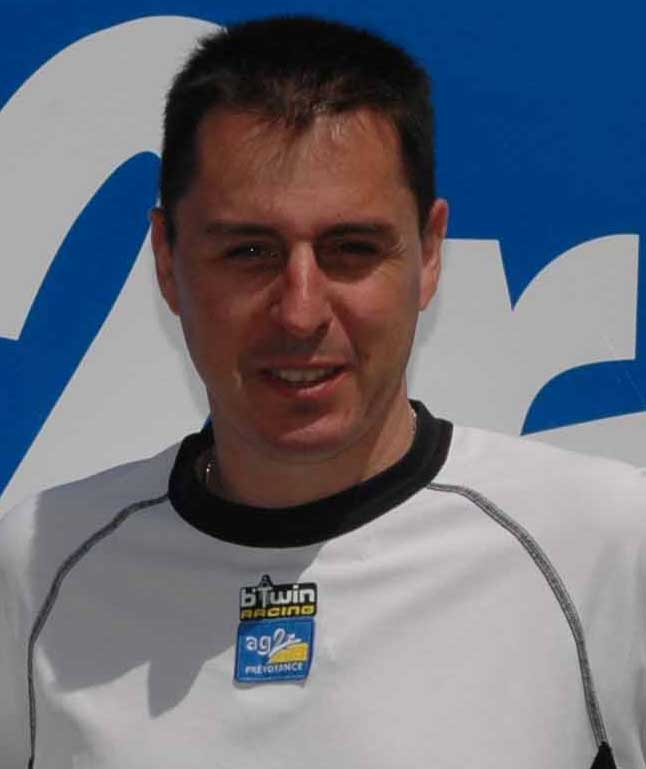
Gilles Mas.
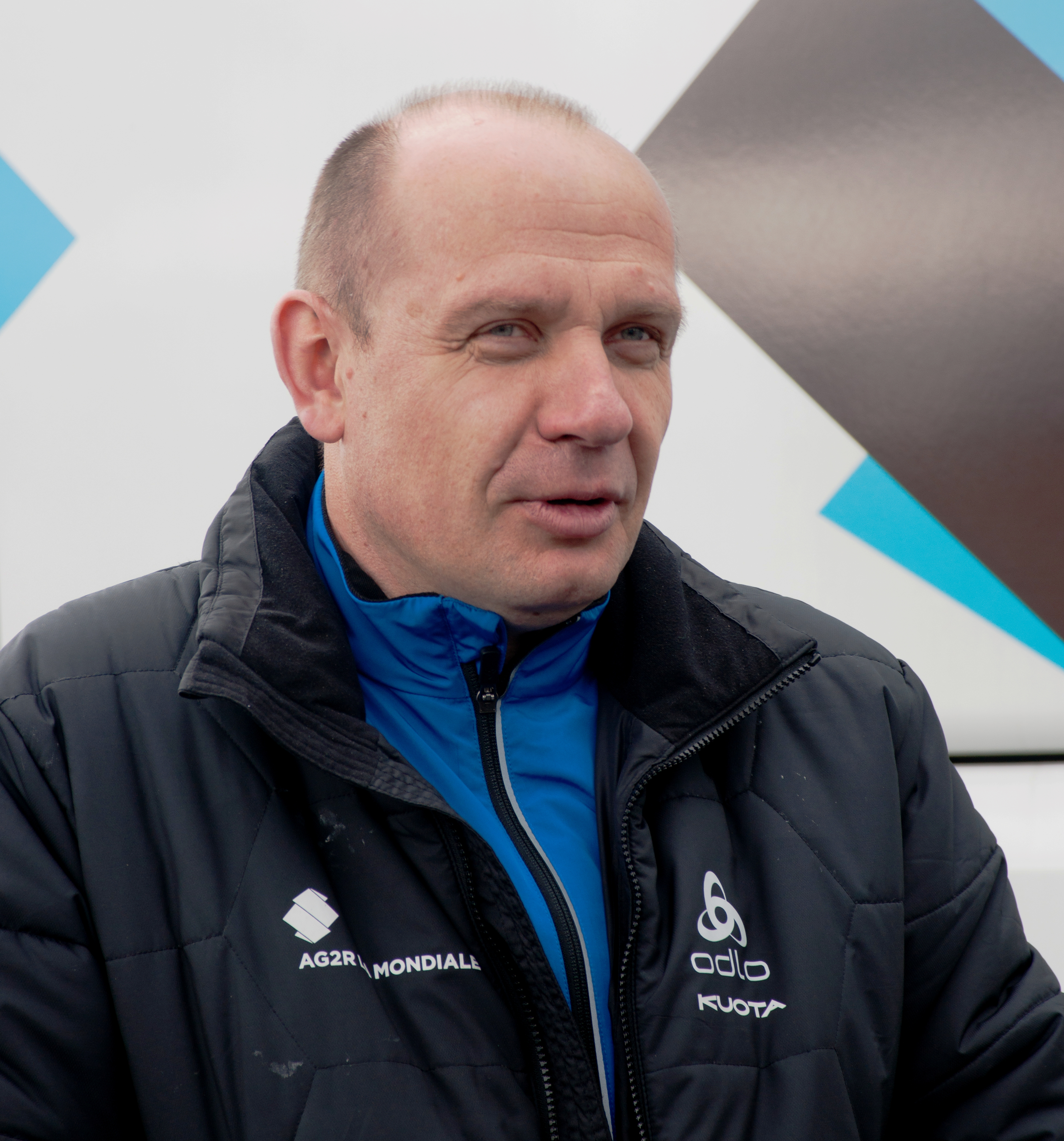
Artūras Kasputis.
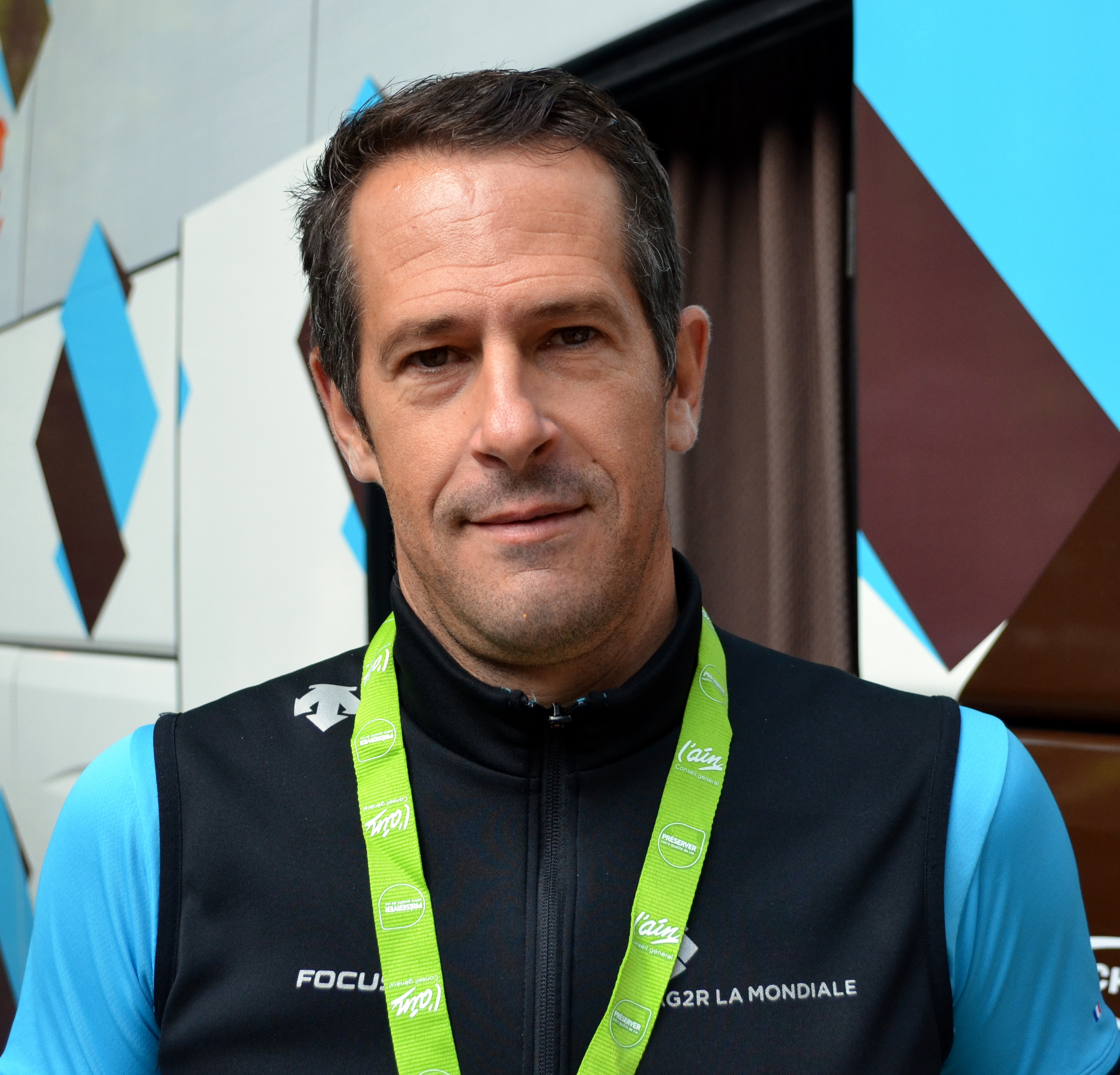
Julien Jurdie.
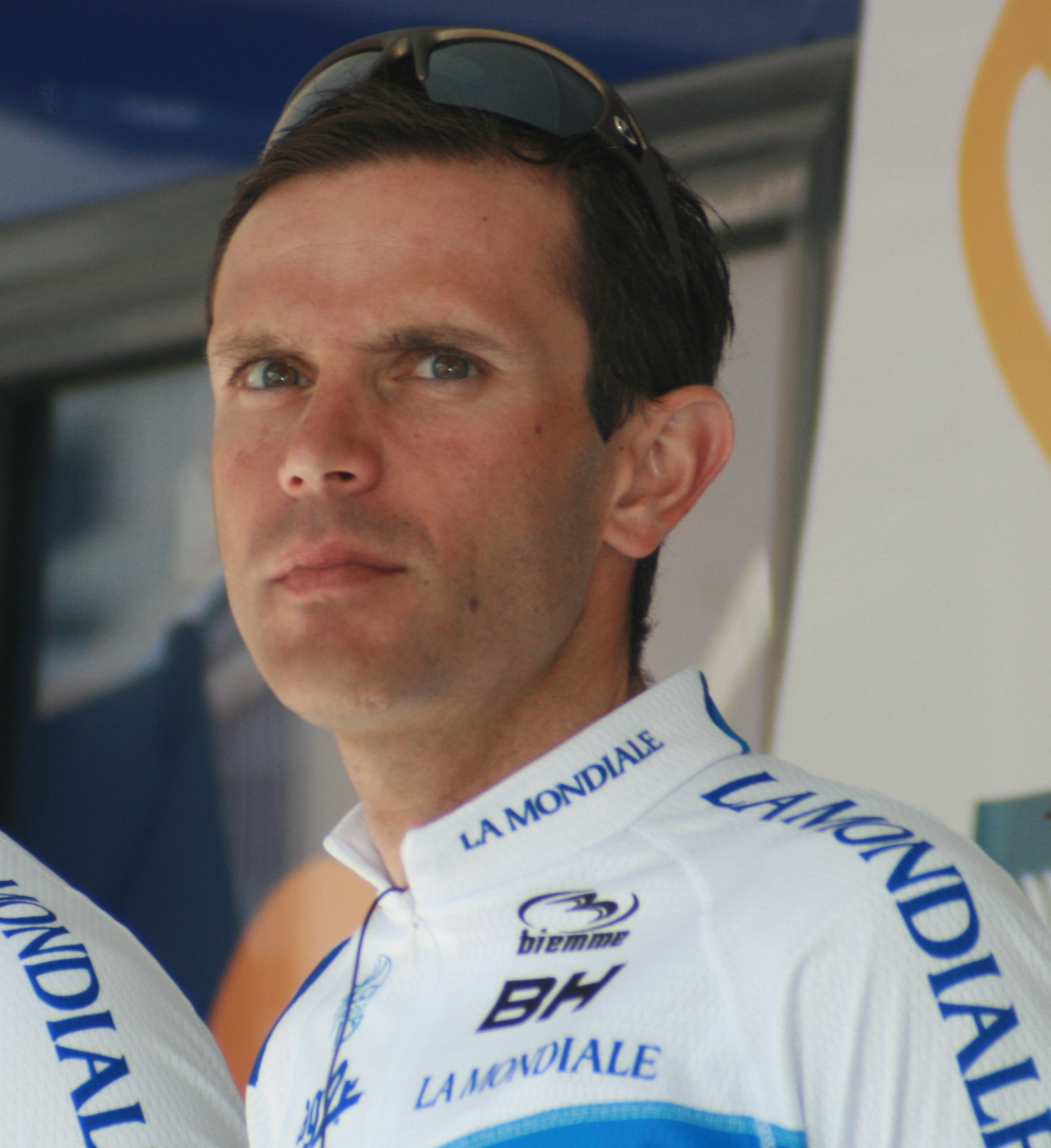
Stéphane Goubert.

## Bilan de la saison

### Victoires

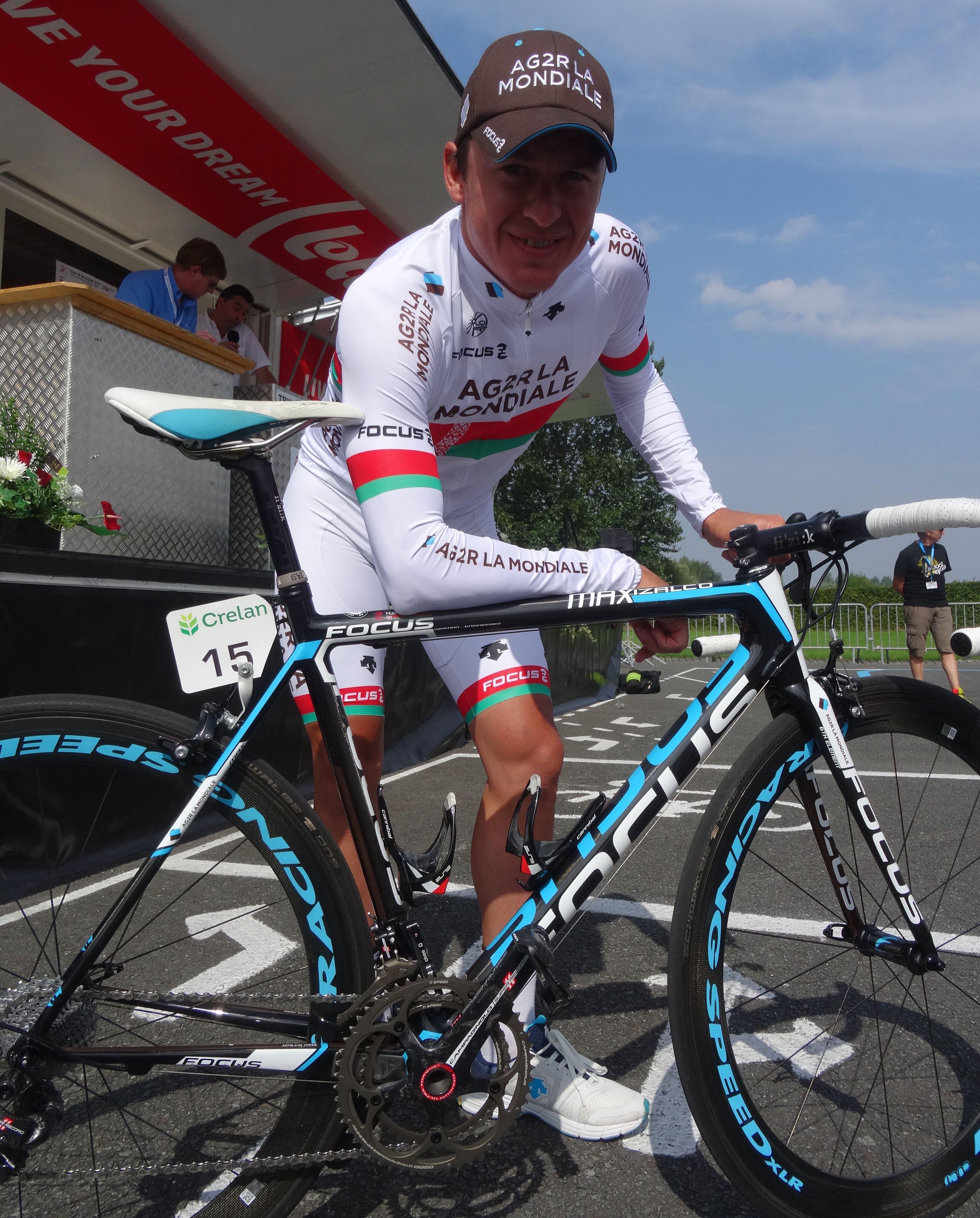
Yauheni Hutarovich posant avec son maillot de champion de Biélorussie sur route lors de la 2e étape du Tour de Wallonie 2014.

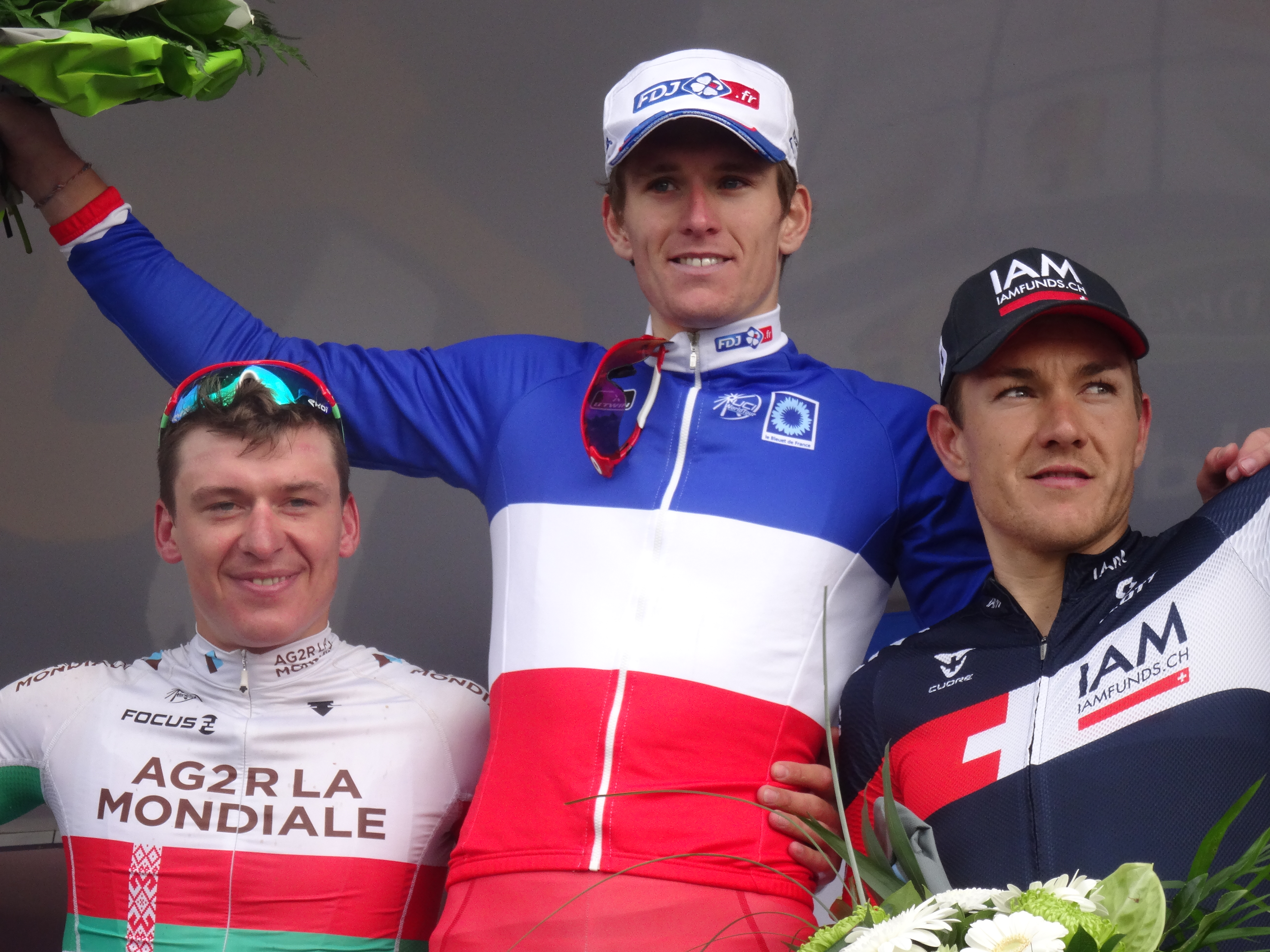
Podium de l'édition 2014 du Grand Prix d'Isbergues : Yauheni Hutarovich (2e), Arnaud Démare (1er) et Heinrich Haussler (3e).

| Date       | Course                                            | Pays        | Classe | Vainqueur              |
| ---------- | ------------------------------------------------- | ----------- | ------ | ---------------------- |
| 16/02/2014 | 5e étape du Tour méditerranéen                    | France      | 2.1    | Jean-Christophe Péraud |
| 22/02/2014 | 1re étape du Tour du Haut-Var                     | France      | 2.1    | Carlos Betancur        |
| 23/02/2014 | Classement général du Tour du Haut-Var            | France      | 2.1    | Carlos Betancur        |
| 02/03/2014 | Drôme Classic                                     | France      | 1.1    | Romain Bardet          |
| 13/03/2014 | 5e étape de Paris-Nice                            | France      | WT     | Carlos Betancur        |
| 14/03/2014 | 6e étape de Paris-Nice                            | France      | WT     | Carlos Betancur        |
| 16/03/2014 | Classement général de Paris-Nice                  | France      | WT     | Carlos Betancur        |
| 22/03/2014 | Classic Loire-Atlantique                          | France      | 1.1    | Alexis Gougeard        |
| 30/03/2014 | Classement général du Critérium international     | France      | 2.HC   | Jean-Christophe Péraud |
| 11/04/2014 | 4e étape du Circuit de la Sarthe                  | France      | 2.1    | Axel Domont            |
| 04/05/2014 | Grand Prix de la Somme                            | France      | 1.1    | Yauheni Hutarovich     |
| 01/06/2014 | Boucles de l'Aulne                                | France      | 1.1    | Alexis Gougeard        |
| 29/06/2014 | Championnat de Biélorussie sur route              | Biélorussie | CN     | Yauheni Hutarovich     |
| 12/07/2014 | 8e étape du Tour de France                        | France      | WT     | Blel Kadri             |
| 03/08/2014 | 1re étape du Tour de Pologne                      | Pologne     | WT     | Yauheni Hutarovich     |
| 16/08/2014 | 4e étape du Tour de Burgos                        | Espagne     | 2.HC   | Lloyd Mondory          |
| 28/09/2014 | 2e étape du Tour du Gévaudan Languedoc-Roussillon | France      | 2.1    | Alexis Vuillermoz      |

### Résultats sur les courses majeures
Les tableaux suivants représentent les résultats de l'équipe dans les principales courses du calendrier international (les cinq classiques majeures et les trois grands tours). Pour chaque épreuve est indiqué le meilleur coureur de l'équipe, son classement ainsi que les accessits glanés par AG2R La Mondiale sur les courses de trois semaines.

#### Classiques
| Classique            | Milan-San Remo          | Tour des Flandres      | Paris-Roubaix          | Liège-Bastogne-Liège    | Tour de Lombardie       |
| -------------------- | ----------------------- | ---------------------- | ---------------------- | ----------------------- | ----------------------- |
| Coureur (classement) | Davide Appollonio (28e) | Sébastien Minard (20e) | Sébastien Turgot (14e) | Domenico Pozzovivo (5e) | Rinaldo Nocentini (10e) |

#### Grands tours
| Grand tour           | Tour d'Italie                    | Tour de France                                            | Tour d'Espagne      |
| -------------------- | -------------------------------- | --------------------------------------------------------- | ------------------- |
| Coureur (classement) | Domenico Pozzovivo (5e)          | Jean-Christophe Péraud (2e)                               | Hubert Dupont (54e) |
| Accessits            | Classement par équipes aux temps | 1 victoire d'étape (Blel Kadri) et classement par équipes | -                   |

### Classement UCI
L'équipe prend la première place du classement World Tour par équipes en mars de la fin de Tirreno-Adriatico à la fin de Milan-San Remo. Les résultats obtenus au Tour de Catalogne et à Gand-Wevelgem permettent à AG2R La Mondiale de reprendre la tête du classement à la fin du mois de mars, ce qui dure jusqu'à la fin de l'épreuve suivante, le Tour des Flandres.
L'équipe AG2R La Mondiale termine à la septième place du World Tour avec 919 points. Ce total est obtenu par l'addition des points des cinq meilleurs coureurs de l'équipe au classement individuel que sont Jean-Christophe Péraud, 10e avec 300 points, Romain Bardet, 18e avec 247 points, Domenico Pozzovivo, 27e avec 197 points, Carlos Betancur, 46e avec 114 points, et Christophe Riblon, 79e avec 61 points,. Le championnat du monde du contre-la-montre par équipes terminé à la 20e place ne rapporte aucun point à l'équipe.
| Rang | Coureur                | Points |
| ---- | ---------------------- | ------ |
| 10   | Jean-Christophe Péraud | 300    |
| 18   | Romain Bardet          | 247    |
| 27   | Domenico Pozzovivo     | 197    |
| 46   | Carlos Betancur        | 114    |
| 79   | Christophe Riblon      | 61     |
| 98   | Alexis Vuillermoz      | 32     |
| 106  | Rinaldo Nocentini      | 24     |
| 112  | Blel Kadri             | 20     |
| 113  | Yauheni Hutarovich     | 18     |
| 128  | Hubert Dupont          | 14     |
| 150  | Samuel Dumoulin        | 8      |
| 174  | Mikaël Cherel          | 4      |
| 190  | Davide Appollonio      | 3      |
| 195  | Matteo Montaguti       | 3      |
| 222  | Maxime Bouet           | 1      |